# Mitologia di Tebe

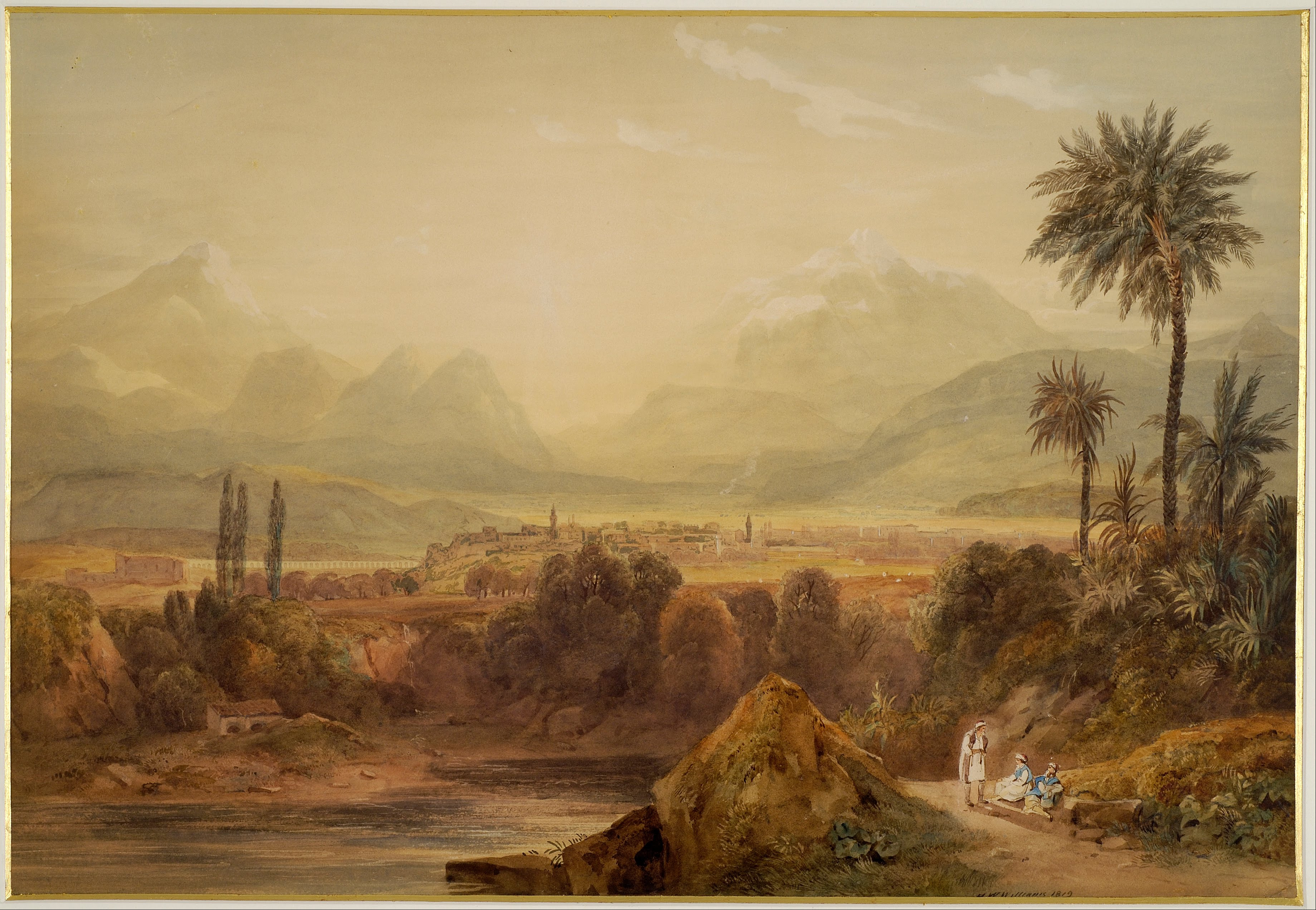
Veduta di Tebe, di Hugh William Williams, 1819

La mitologia di Tebe è formata dalla lunga serie di miti riguardanti la città greca. Essa include anche la cosiddetta saga dei Labdacidi, ossia le vicende di Edipo, dei suoi genitori e dei suoi figli (i capitoli La storia di Edipo e I sette contro Tebe in questa trattazione). Era raccontata dai poemi epici del Ciclo Tebano, oggi completamente perduti, ad eccezione di qualche riassunto e pochissimi, brevi frammenti.
Vengono qui riportate in forma succinta le vicende raccontate dal mito. Va tuttavia tenuto presente che il mito stesso si presenta in varie versioni differenti, ed è dunque inevitabile una cernita, nell'impossibilità di dare conto di ognuna delle varianti. Si è comunque in generale cercato di riportare la versione più nota.

## La fondazione di Tebe

### Il ratto di Europa
Figlia di Agenore, re di Tiro, Europa era famosa nel suo regno come giovane di grande avvenenza. Zeus, colpito dalla sua bellezza, decise di sedurla sotto mentite spoglie, come soleva fare con le mortali. Trasformatosi in un toro si recò presso la spiaggia, dove la giovane giocava insieme ad alcune sue compagne, e si adagiò presso di lei. Europa, meravigliata per la bellezza del fiero animale, accettando la sfida delle amiche, si posò sul suo dorso. In quello stesso istante il toro divino si rialzò e si gettò in acqua, nuotando velocemente per tutta la notte, giungendo infine presso la costa cretese, dove, senza essere visto da nessuno, prese le sembianze di un'aquila e si unì a lei. Europa divenne così madre di Minosse, Radamante e Sarpedonte.
Agenore, impensierito per il destino della figlia, decise di farla cercare, così ordinò agli altri suoi figli di percorrere la Grecia in lungo e in largo, intimando loro di non tornare senza di lei. Nessuno di loro sarebbe più tornato in patria.

### Il viaggio di Cadmo

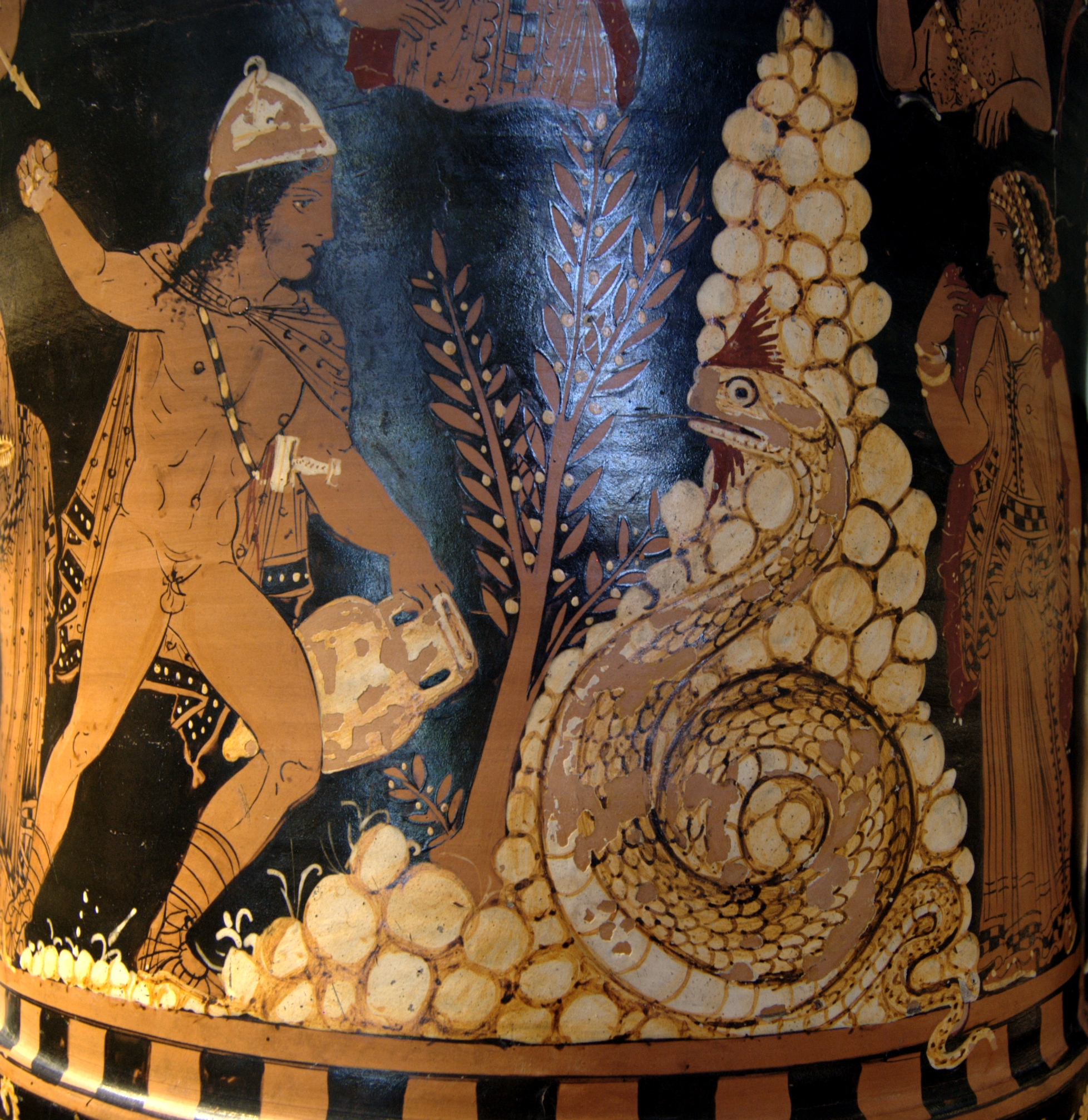
Cadmo sconfigge il drago che ha ucciso i suoi compagni

Il giovane Cadmo, uno dei figli di Agenore, partito in cerca della sorella perduta, insieme a un nutrito gruppo di compagni, salpò dalla Fenicia diretto verso le coste greche. L'unico strumento in grado di rivelargli l'ubicazione di Europa si trovava a Delfi: era l'oracolo sacro al dio Apollo. Il responso della sibilla fu però alquanto bizzarro: doveva infatti seguire una vacca solitaria che avrebbe trovato in un campo vicino, e dove questa si fosse poi nuovamente fermata, avrebbe dovuto erigere una città e darle il nome di Tebe.
Facile fu trovare l'animale della predizione, il cui manto sembrava raffigurare un cielo stellato, difficile fu però seguirlo. Dopo molti giorni di duro cammino, la mucca sacra si fermò infatti in una terra collinosa, denominata Beozia. Grato agli dei, Cadmo preparò un piccolo altare nel quale compiere sacrifici di ringraziamento in onore della dea Atena. Avendo però bisogno d'acqua, ordinò ai suoi compagni di procurarsela presso una vicina fonte situata in un boschetto. Gli uomini però non tornarono indietro. Cadmo, impensierito, andò a cercarli, e nel boschetto scoprì che fine avessero fatta i compagni: divorati da un terribile drago, sacro ad Ares, guardiano della fonte. Senza farsi intimidire dal mostro, l'eroe gli schiacciò la testa con una pietra, uccidendolo.

### La creazione della città
Dopo aver sconfitto il mostro, Cadmo fece sacrifici ad Atena, chiedendo agli dei come poter costruire una città, essendo privo di compagni. La dea si mostrò all'eroe, invitandolo a staccare i denti dalle fauci del dragone defunto e a seminarli nel terreno circostante. Cadmo fece quanto gli era stato ordinato e, in poco tempo, vide sbucare dal terreno un intero esercito di uomini, armati di tutto punto. Visto il loro atteggiamento minaccioso, Cadmo pensò di scagliare delle pietre contro di loro. Non sapendo chi li colpisse, essi cominciarono ad accusarsi tra loro, uccidendosi così a vicenda. Sopravvissero soltanto cinque guerrieri, gli Sparti, "i seminati", che, dotati di una forza sovrumana, costruirono la Cadmea, l'antica rocca di Tebe, divenendone i primi abitanti sotto la sovranità di Cadmo.
Poco tempo dopo il giovane guerriero prese in sposa Armonia, figlia di Ares e Afrodite, dalla quale ebbe quattro figlie (Agave, Ino, Semele e Autonoe) e un figlio, Polidoro. Cadmo aveva però attirato contro il suo casato la maledizione di Ares, adirato per l'uccisione del suo drago, così, per placare il dio, il sovrano cedette il trono al nipote Penteo, figlio di Agave, rimanendo a Tebe come privato cittadino.

## La discendenza di Cadmo

### La nascita di Dioniso
La maledizione di Ares però non si concluse con la morte di Cadmo, ma si estese anche ai suoi discendenti. Semele, una delle figlie di Cadmo, venne sedotta da Zeus, che si unì a lei. Da questa unione nacque Dioniso, futuro dio del vino. Prima del parto però, Era, gelosissima, meditò vendetta contro l'amante dell'infedele marito: assunse l'aspetto di una vecchia nutrice di Semele, tale Beroe, e le consigliò di chiedere al dio, che le si era sempre accostato velato da una nuvola, di rivelarsi in tutto il suo splendore, come faceva quando si incontrava con Era stessa.
Zeus, che aveva promesso di donare all'amante qualunque cosa avesse chiesto, dovette acconsentire, ma Semele venne uccisa dai fulmini che il padre degli dei emanava spontaneamente; Zeus estrasse allora dal corpo di lei il piccolo Dioniso, un feto di appena sei mesi, e se lo cucì dentro una coscia. Questi, nato in maniera prodigiosa, venne allevato dalla zia Ino e, giunto in età adolescenziale, si trasferì sul monte Olimpo dove venne onorato come dio dell'ebbrezza e dei divertimenti, acquisendo immediatamente un vasto seguito, fra le quali spiccavano anche le sue zie Ino, Agave e Autonoe. Penteo, divenuto re di Tebe spodestando il nonno, decise però di porre fine al culto di questo nuovo dio nelle sue terre.

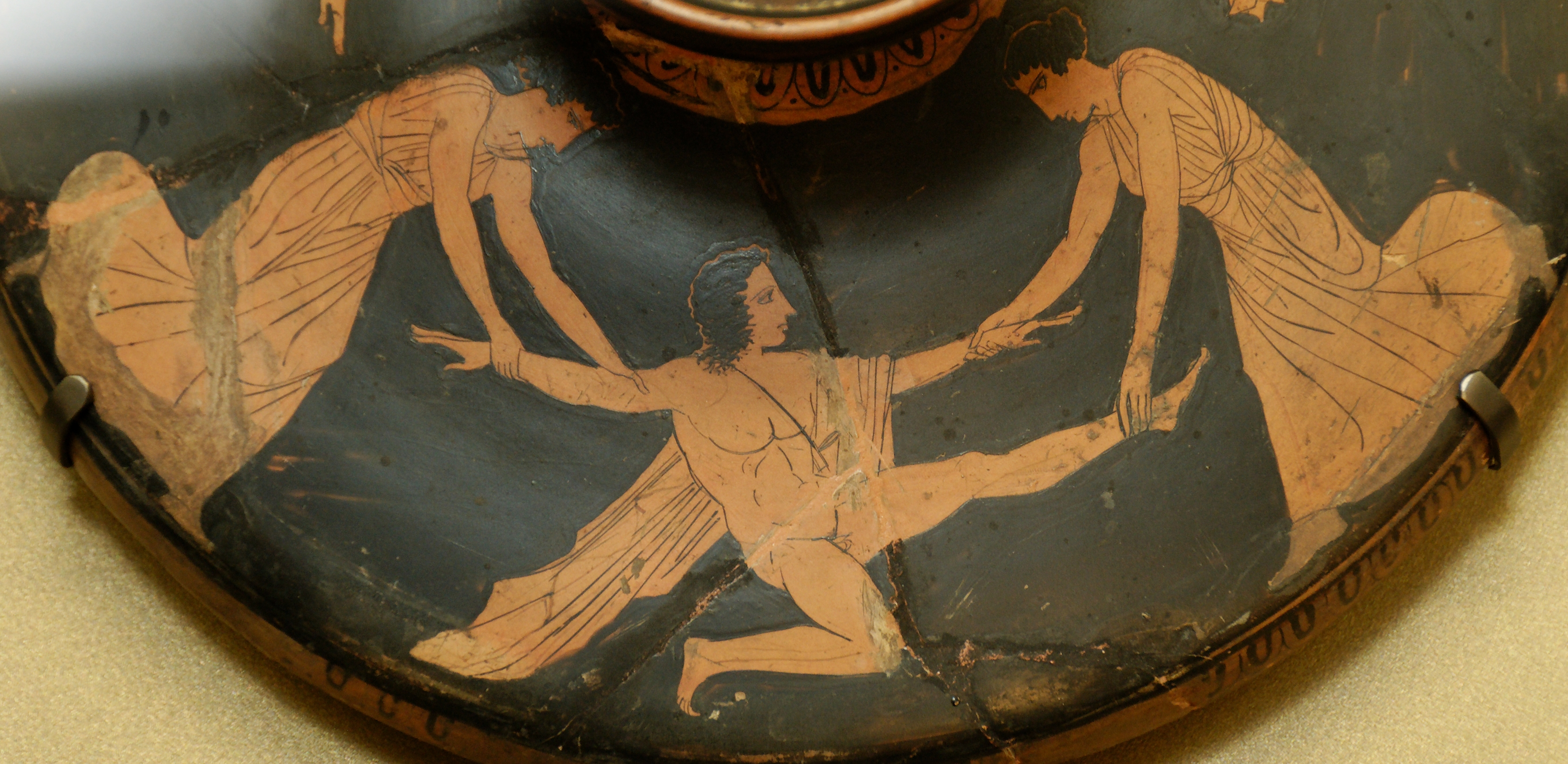
La morte di Penteo

### Le Baccanti e la morte di Penteo
Empio verso gli dei, tirannico presso gli uomini, Penteo tentò in tutte le maniere di soffocare il culto di Dioniso, condannando a morte chiunque osasse celebrare riti in suo onore. Lo stesso Tiresia, saggio profeta tebano, venne rinchiuso in prigione per aver cercato di dissuadere il sovrano dalla sua tracotanza. Il dio Dioniso decise dunque di intervenire personalmente, instillando un germe di follia nelle donne tebane, che si riunirono sul monte Citerone a celebrare i culti dionisiaci, diventando quindi Baccanti, ossia donne che celebrano i culti di Dioniso (detto anche Bacco). Penteo però, non appena seppe dell'arrivo del dio nelle sue terre, ordinò al suo esercito di catturarlo e chiuderlo nelle segrete del suo palazzo. Dioniso riuscì però facilmente a liberarsi.
Penteo, scoperta l'ubicazione delle celebranti, ispirato da un insano desiderio e convinto dallo stesso Dioniso, decise di recarsi lui stesso a osservare quelle misteriose celebrazioni, nascondendosi su un albero. Le Baccanti, però, invasate dal dio, si accorsero presto della presenza del sovrano e, catturatolo, lo fecero letteralmente a pezzi. Agave, la sua stessa madre, in preda alla follia, spezzò un braccio al figlio. Questa fu la terribile vendetta di Dioniso, che non risparmiò nemmeno Cadmo e Armonia: il dio li condannò all'esilio ed essi abbandonarono la città. Dopo varie vicissitudini, i due vennero trasformati per pietà divina in serpenti e accolti nei Campi Elisi.

### Anfione e Zeto
Penteo, pochi mesi prima di venire ucciso, aveva accolto nei propri domini due fratelli stranieri, Lico e Nitteo, che erano fuggiti a Tebe dopo aver commesso l'omicidio di Flegias, figlio di Ares, per motivazioni ignote. Penteo morì senza eredi, essendo ancora molto giovane, e la corona passò dunque nelle mani di suo zio Polidoro. Alla morte di questi, poiché il figlio Labdaco aveva solo un anno, il comando passò a Nitteo, che era stato molto amico di Penteo e che esercitò il comando come reggente di Labdaco.

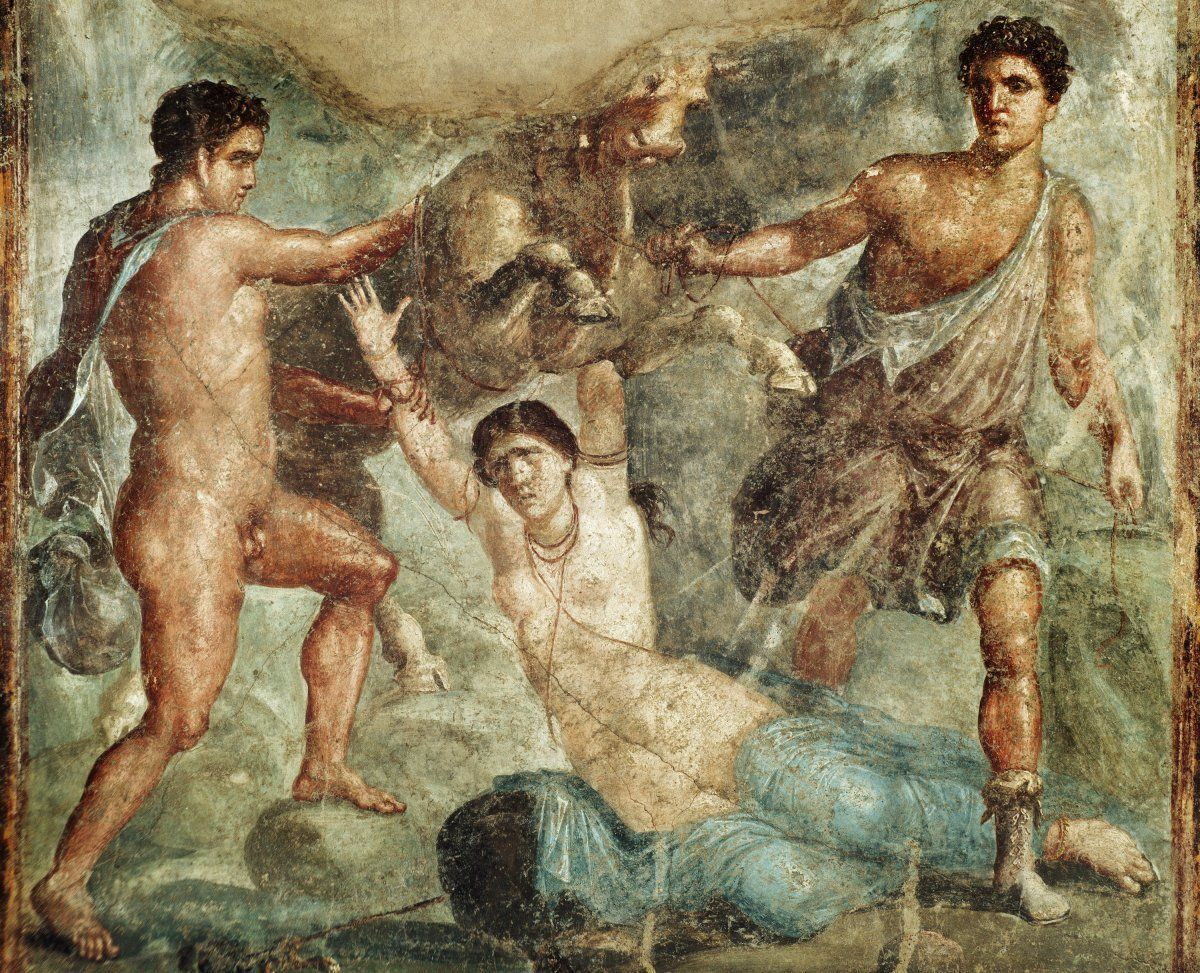
Dirce dilaniata dal toro

Nitteo aveva una figlia, chiamata Antiope, di straordinaria bellezza. Anche lei ebbe una relazione segreta con Zeus, dall'unione con questi ella rimase incinta e, spaventata per una possibile reazione avversa del padre, decise di fuggire da Tebe, dirigendosi così nella terra di Sicione, sotto il dominio di Epopeo, del quale divenne sposa. Nitteo, convinto che Epopeo avesse rapito sua figlia, si tolse la vita, ma diede al fratello e successore Lico il compito di vendicarlo. Questi mosse le armate tebane contro quelle di Sicione. Durante il conflitto, Epopeo trovò la morte sul campo di battaglia. Lico riuscì a vincere la guerra, a conquistare la terra nemica e a riprendere con sé Antiope. Durante il viaggio di ritorno la giovane partorì due gemelli, che vennero però abbandonati dallo zio presso il monte Citerone, affinché morissero divorati dalle belve. I neonati vennero però ritrovati da un pastore che decise di adottarli, dandogli il nome di Anfione e Zeto. Il primo divenne grande musico e poeta, il secondo cacciatore e guerriero invincibile.
Lico, divenuto re di Tebe (sia pure anch'egli come reggente di Labdaco), si comportò come un despota spregevole, schiavizzando persino la nipote, che divenne serva di sua moglie, Dirce. Anfione e Zeto, divenuti adolescenti, decisero di recarsi a Tebe per liberare la madre e sconfiggere il tiranno. I due, abilissimi combattenti, uccisero Lico, liberarono la madre Antiope e legarono Dirce a un toro furente, condannandola a essere dilaniata dalle sue corna. Divenuti liberatori di Tebe, decisero di divenirne, insieme, i nuovi re. Anfione prese in moglie la giovane e bellissima Niobe.

### La punizione di Niobe
Dall'unione fra Niobe e Anfione nacquero sette nobili figli e sette leggiadre figlie. Inorgoglita dalla sua prole, Niobe osò farsi beffe della dea Latona, che aveva avuto soltanto due figli. I due bambini erano però nientemeno che Apollo e Artemide, che la madre offesa chiamò a vendicare il suo onore contro la presuntuosa regina tebana. I due fratelli giunsero a Tebe dove, in un'arena all'aperto, fuori dalle mura della città, i sette figli di Niobe si stavano esercitando nella corsa dei carri e in altre attività sportive. In quel mentre il maggiore fra i figli di Niobe venne trafitto al cuore da una freccia caduta dal cielo, così fu anche per tutti gli altri figli, uno dopo l'altro.
Appena avuto notizia dell'orrendo massacro, Anfione si uccise (e così fece anche Zeto, a causa del dolore per la morte di un figlio). Niobe, portando con sé le figlie, si precipitò nel campo dove i sette giovani giacevano senza vita. Ad una ad una però anche le sette ragazze vennero raggiunte dalle frecce e caddero morte. Sebbene non avesse ricevuto neppure un graffio, Niobe era sconvolta: si rifugiò su un monte, dove Zeus, mosso a pietà, la trasformò in statua, che prese a piangere a ogni inizio estate per il triste risultato della sua superbia.

## La storia di Edipo

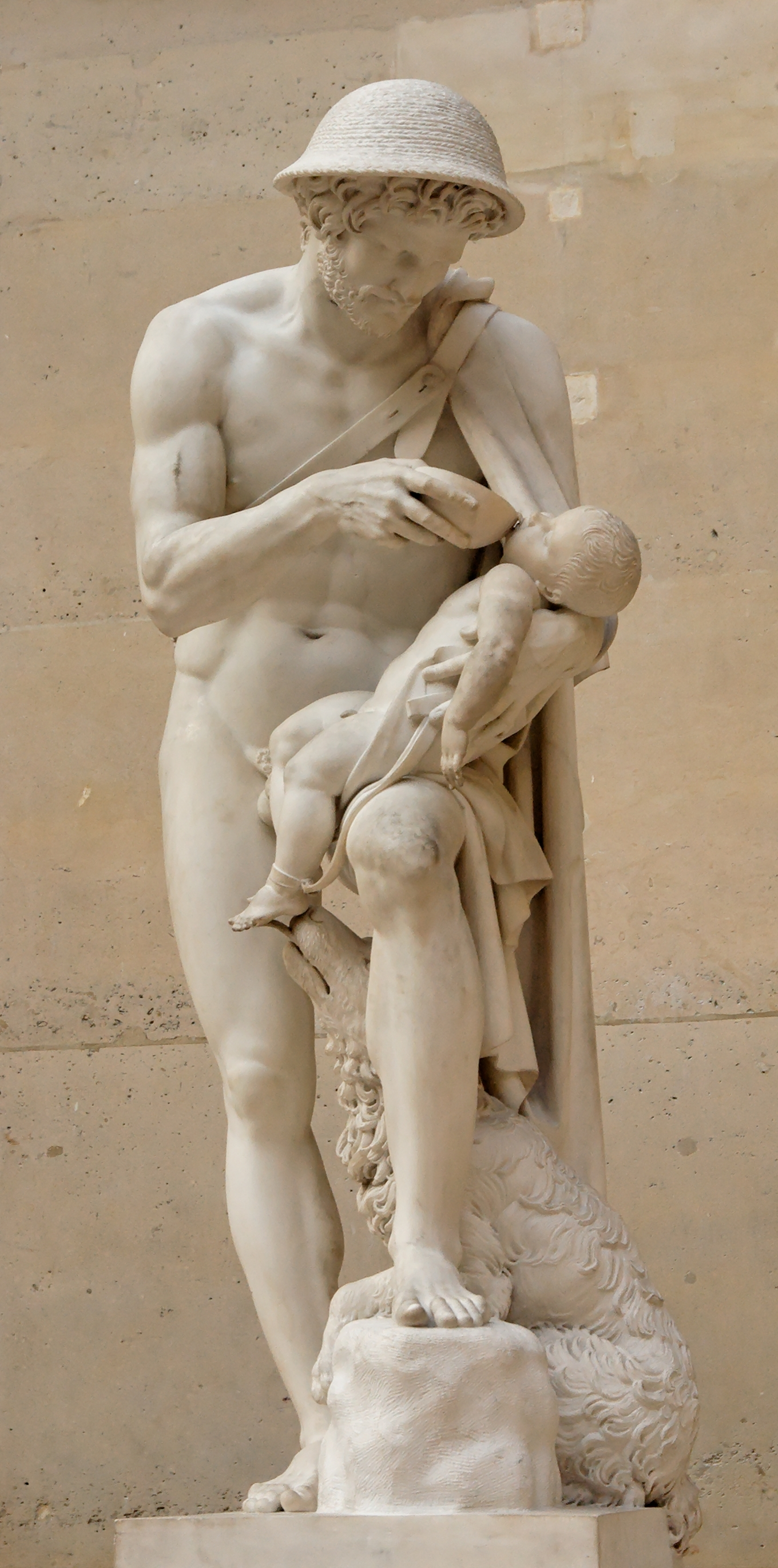
Edipo bambino viene nutrito da un pastore

### Il governo di Laio
Essendo Anfione e Zeto entrambi morti, i tebani chiamarono sul trono Laio, che era il legittimo pretendente e che si era nel frattempo rifugiato a Pisa (in Elide). Egli sposò Giocasta, la quale era figlia di un eroe della città, tale Meneceo. Su Laio pesava però una maledizione lanciata dal re di Micene (o Argo) Pelope, poiché Laio aveva rapito (e violentato) il giovane Crisippo, figlio illegittimo di Pelope,  causandone poi indirettamente anche la morte. Per questo motivo l'unione tra Laio e Giocasta non avrebbe mai dovuto dare figli (come anche confermato da un oracolo), perché colui che sarebbe nato dal talamo di Laio avrebbe ucciso il proprio padre e sposato la propria madre. Il sovrano tentò allora in tutte le maniere di non unirsi a Giocasta, ma un giorno, durante una festa, Laio si ubriacò e si unì alla moglie, che per oscuro disegno del fato rimase incinta.
Per scongiurare la terribile prospettiva ventilata dall'oracolo, non appena Giocasta partorì un bambino il re Laio lo allontanò dal palazzo, facendolo abbandonare sul monte Citerone perché morisse. Ma il servitore a cui era stato affidato l'incarico si impietosì per quel bambino indifeso, e invece di abbandonarlo lo diede in custodia ad un pastore, il quale a sua volta lo portò in dono al suo signore Polibo, re di Corinto. Questi accolse l'infante, lo allevò nel suo palazzo con il nome di Edipo, che significa piedi gonfi a causa dei lacci che lo stringevano alle caviglie. Polibo e sua moglie Peribea, che erano senza prole, adottarono il trovatello crescendolo come se fosse loro figlio, e in breve a Corinto nessuno si ricordò più le vere circostanze dell'arrivo di Edipo in città.

### Il destino si compie
Un giorno Edipo ebbe una disputa con un corinzio, il quale per insultarlo, lo accusò di non essere figlio di Polibo ma un trovatello. Edipo, colpito da quelle parole, si rivolse ai genitori per sapere se l'insinuazione fosse vera. Essi, dopo molte reticenze, non poterono nascondergli che l'affermazione era corretta, ma essi non sapevano quali fossero le sue vere origini.
Edipo, ansioso di sapere la verità, decise dunque di rivolgersi all'oracolo di Delfi. Lasciando segretamente Corinto, egli si recò a piedi fino a Delfi, dove la profetessa del tempio gli diede solo un'oscura e minacciosa risposta: meglio sarebbe stato per lui non ritornare in patria, poiché avrebbe ucciso il padre e sposato la madre. Temendo per coloro che credeva suoi genitori, Edipo decise allora di non tornare più a Corinto, ma di emigrare in qualche terra lontana, dove non avrebbe in alcun modo potuto nuocere loro.
Giunto in uno stretto passaggio, dove si congiungevano tre strade, egli incappò in un uomo su un carro, davanti al quale andava un servitore arrogante che intimava ai passanti di farsi da parte. Edipo rispose con aspre parole all'intimazione e ne nacque una colluttazione in cui Edipo uccise l'uomo sul carro. Soddisfatto per la vittoria, Edipo proseguì il cammino, ignorando che l'uomo da lui assassinato altri non era che Laio, il suo vero padre.

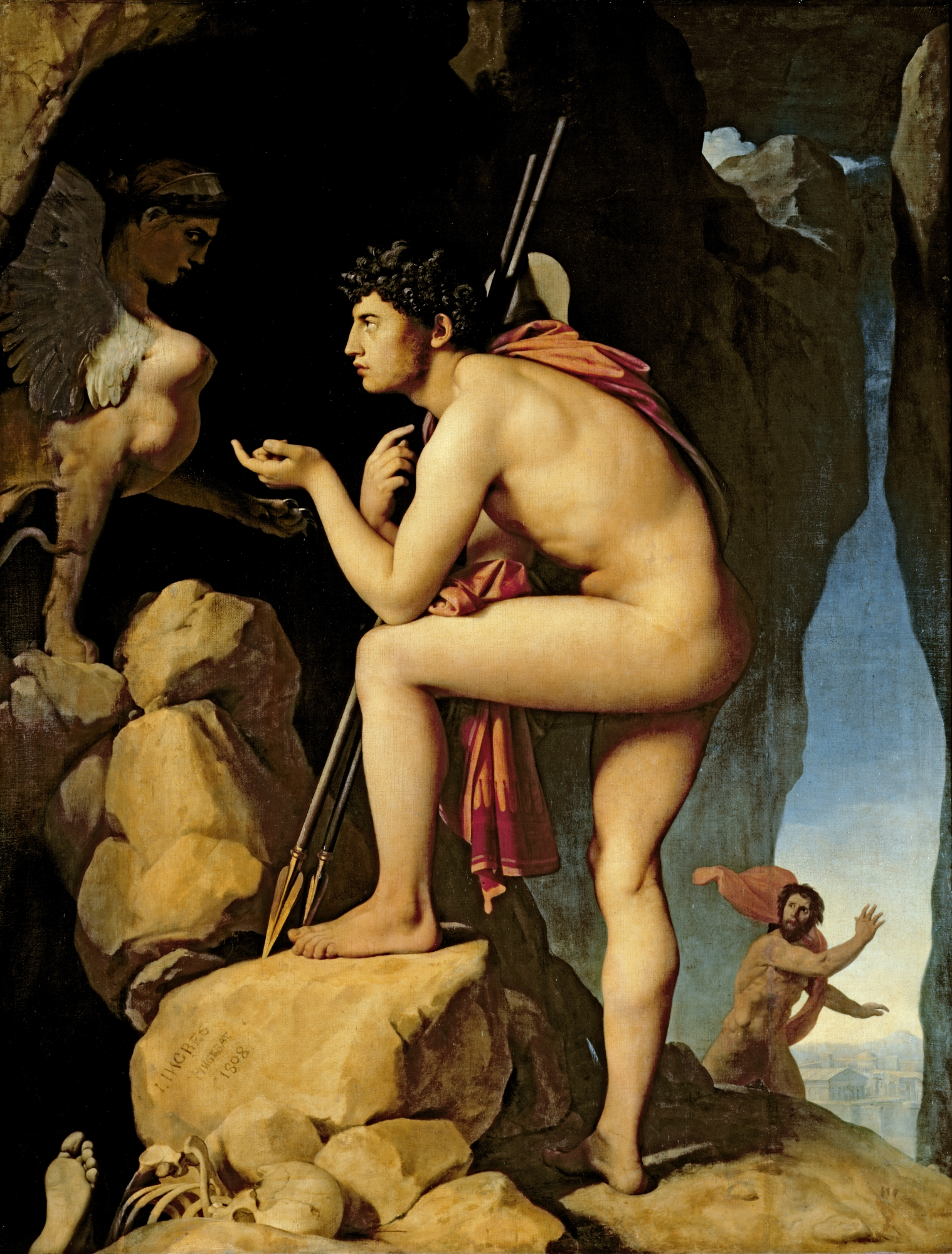
Edipo e la Sfinge (1808-27), di Ingres.

### Edipo e la sfinge
Edipo giunse così a Tebe. Trovò la città in lutto, non solo per la morte del sovrano, ma anche a causa di un mostro che infestava le alture intorno alle sue mura. Si trattava della terribile sfinge, figlia di Tifone ed Echidna e sorella di Cerbero e delle Arpie. Era una sinistra creatura col corpo di leone, le ali d'aquila e la testa di donna, inviata sul monte Citerone dalla dea Era che voleva punire Laio per aver amato Crisippo di un amore omosessuale. Ad ogni viandante la sfinge poneva un indovinello, e se il malcapitato non sapeva trovare la risposta giusta veniva immediatamente divorato. Questo aveva provocato a Tebe terrore e carestia, poiché nessuno più coltivava i campi. Ogni giorno un cittadino di Tebe trovava la morte nel cimento con il mostro, e tra le vittime c'era stato anche il figlio di Creonte, reggente della città dopo la morte di Laio.
Edipo, trovandosi al cospetto della sfinge, udì quindi il suo famoso enigma: "Qual è l'animale che al mattino ha quattro zampe, a mezzogiorno ne ha solo due e alla sera tre, ed è tanto più debole quante più zampe ha?". Edipo rispose: era l'uomo, che da bambino si muove carponi, da adulto sta in piedi sulle sue due gambe e da anziano ha bisogno di un bastone, terza gamba. Furiosa per la soluzione dell'indovinello, il mostro si uccise gettandosi da un'alta rupe.
Grati a Edipo per averli liberati della sfinge, dovendo trovare un nuovo re dopo la morte di Laio, i tebani acclamarono Edipo nuovo sovrano, e vennero celebrate con gran fasto le sue nozze con la vedova Giocasta. Per molti anni egli regnò a Tebe in pace e prosperità, obbedito e rispettato dalla gente, che considerava il giovane straniero un favorito dagli dei. Dal suo matrimonio nacquero quattro bambini: i due maschi Eteocle e Polinice, e le due femmine Antigone e Ismene. Ma quando questi furono cresciuti, le sorti del paese volsero al peggio.

### La rovina di Edipo
Un giorno una tremenda epidemia si abbatté sul regno; Edipo, non sapendo cosa fare, inviò Creonte a consultare l'oracolo di Delfi. La risposta dell'oracolo fu che l'epidemia era una conseguenza dell'assassinio ancora impunito di Laio. Edipo allora cominciò le ricerche per scoprire la verità su quel delitto. Si rivolse all'indovino Tiresia, il quale sebbene a malincuore, fu costretto a rivelare la verità: era Edipo l'assassino del re Laio. L'eroe in un lampo ricordò l'uomo alla guida del carro che egli aveva ucciso, ma la moglie Giocasta negò la veridicità di quanto detto dall'indovino, affermando che Laio avrebbe dovuto essere ucciso da suo figlio, morto però nell'infanzia per ordine dello stesso re. Gli oracoli potevano dunque sbagliarsi, e il responso di Tiresia era senza dubbio errato.
Venne poi interrogato il servitore che a suo tempo era stato incaricato di abbandonare il neonato fra i monti, a conferma di quanto detto da Giocasta. Il vecchio però confessò che egli non aveva abbandonato l'infante e che l'aveva invece consegnato vivo a un servitore del re di Corinto. A queste parole Giocasta rimase sconvolta, poiché ella sapeva che suo marito era considerato figlio del re di Corinto. Ora sapeva che la terribile profezia era arrivata a compimento, col parricidio e l'incesto, e allora scappò verso i suoi appartamenti, dove si impiccò alla propria cintura.

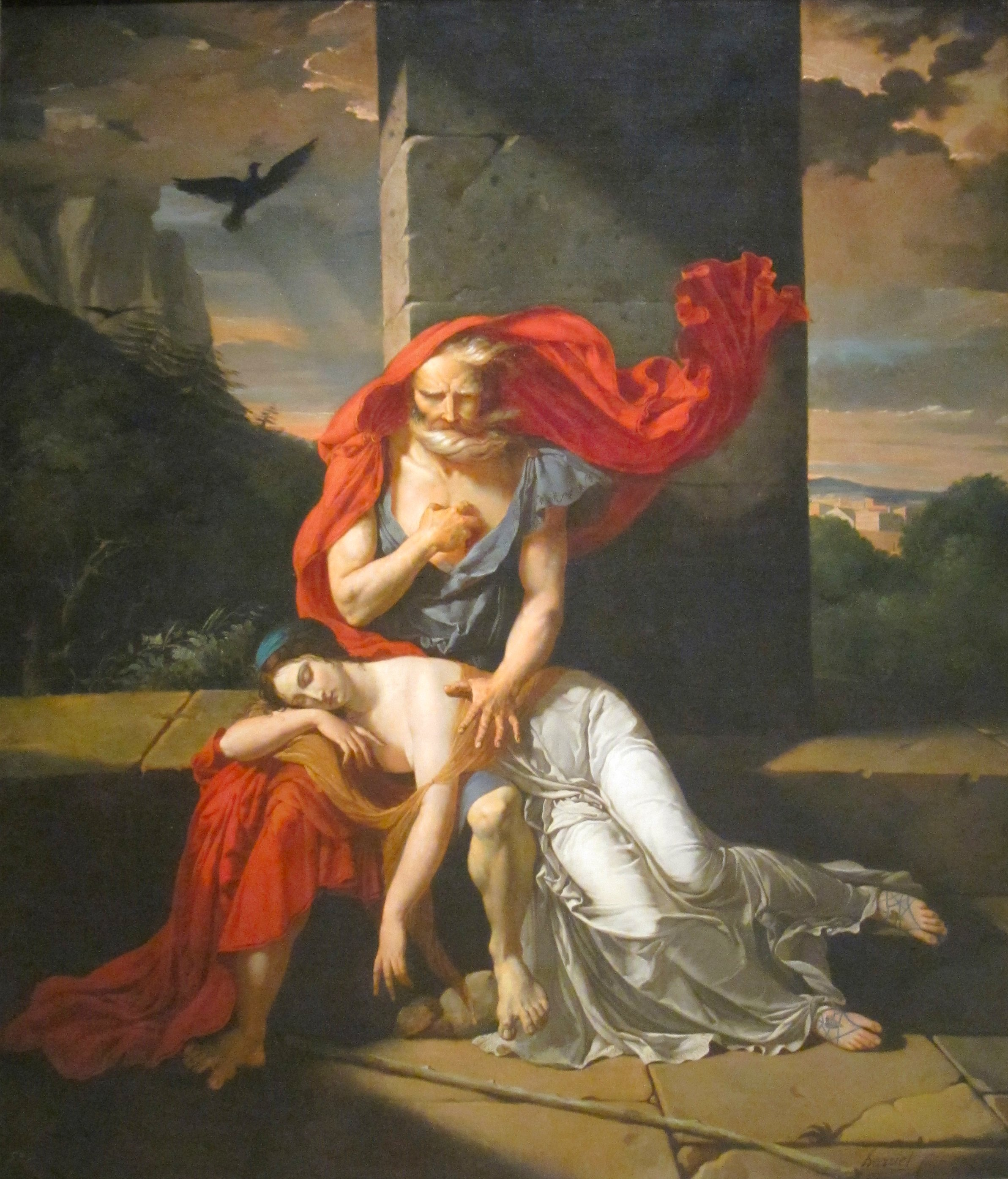
Edipo a Colono insieme alla figlia Antigone

Edipo, disperato, si accecò con la spilla della cintura di Giocasta. I suoi capelli sbiancarono di colpo, facendone un vecchio cieco. Così ridotto, Edipo barcollò fuori dal palazzo, mentre la gente lo scansava ed anche i suoi figli si allontanavano da lui. Soltanto le figlie femmine, Antigone ed Ismene, lo seguirono; la prima fece voto di non abbandonare mai quel padre sfortunato, e al suo fianco ella vagabondò fuori dalla sua terra natale.

### La scomparsa
Dopo varie peregrinazioni, Edipo giunse a Colono, sobborgo di Atene, in ottemperanza ad una profezia secondo la quale lì sarebbero terminati i suoi giorni. Teseo, sovrano della città, gli offrì ospitalità (xenia) nonostante l'ostilità della popolazione. Un oracolo aveva affermato che il luogo dove Edipo sarebbe morto sarebbe stato benedetto dagli dei, così prima il re di Tebe Creonte (tornato momentaneamente sovrano dopo l'allontanamento di Edipo), poi il figlio Polinice si presentarono da Edipo per convincerlo a tornare nella sua città, ma vennero sdegnosamente respinti. Creonte tentò addirittura di organizzare un rapimento, sventato però da Teseo. Quando infine Edipo sentì che la fine era vicina, si recò in un boschetto sacro alle Eumenidi, e lì sparì per volontà degli dei, diventando così un prescelto ed un protettore di Atene. La triste vicenda umana di Edipo trovò così un lieto fine.

## I sette contro Tebe

### Fratello contro fratello
Allontanato Edipo, Creonte assunse provvisoriamente il ruolo di sovrano reggente della città, ma si pose il problema di chi sarebbe stato il successivo re di Tebe, poiché i due figli di Edipo, Eteocle e Polinice, erano entrambi decisi ad ottenere il trono. Alla fine si giunse ad un compromesso: i due si sarebbero alternati sul trono, un anno a testa. Il primo a diventare sovrano fu Eteocle, ma, allo scadere del proprio anno, egli si rifiutò di cedere il titolo, rompendo l'accordo. A Polinice non restò che allontanarsi, maledicendo il fratello, e recarsi nella città di Argo, dove giunse contemporaneamente a Tideo, fuggito dalla città di Calidone a causa di un omicidio. Tra i due scoppiò un litigio, cui assistette anche il re di Argo Adrasto. Quest'ultimo riconobbe quindi nei due il cinghiale ed il leone che un veggente gli aveva predetto che sarebbero dovuti diventare i suoi generi. Così Adrasto offerse a Polinice e Tideo come spose le sue due figlie Argia e Deipile. In questo modo Polinice poté ottenere, oltre al matrimonio, anche l'appoggio del re di Argo per l'impresa che intendeva compiere: marciare contro Tebe per detronizzare il fratello Eteocle e ottenere il titolo di re che gli spettava di diritto.
Polinice quindi partì alla volta di Tebe, a capo dell'esercito di Argo, nonostante su di lui gravasse una maledizione lanciata dal padre Edipo: poiché né lui né il fratello Eteocle si erano opposti all'esilio del padre da Tebe, Edipo aveva affermato che i due fratelli sarebbero stati destinati a darsi la morte l'un l'altro. Essi quindi temevano che la profezia potesse avverarsi. A Nemea l'esercitò si fermò per rendere onore ad Ofelte, un bambino figlio di Licurgo, re della città, morto per il morso di un serpente. In suo onore vennero istituiti i giochi Nemei.
Giunto l'esercito di Polinice sulle rive del fiume Asopo, Tideo venne mandato da Eteocle per consegnare un ultimatum. Trovandosi ad un banchetto di tebani alla presenza di Eteocle, per impressionare i suoi nemici Tideo li sfidò ad una serie di prove atletiche, dalle quali uscì nettamente vincitore. Quando infine l'eroe se ne andò per tornare dai suoi compagni, ben cinquanta guerrieri tebani gli tesero un'imboscata, ma egli con l'aiuto della dea Atena riuscì a sopraffarli tutti, lasciandone vivo solo uno perché potesse raccontare quello che era successo.
| Porte            | Tebe (Eteocle) | Argo (Polinice) |
| ---------------- | -------------- | --------------- |
| Porta di Preto   | Melanippo      | Tideo           |
| Porta Elettra    | Polifonte      | Capaneo         |
| Porta Omoloide   | Lastene        | Anfiarao        |
| Porta Nuova      | Meneceo        | Eteoclo         |
| Porta Atena Onca | Iperbio        | Ippomedonte     |
| Porta Nord       | Attore         | Partenopeo      |
| Settima Porta    | Eteocle        | Polinice        |

### La battaglia
Prima dell'attacco, Polinice designò un eroe per marciare contro ognuna delle sette porte di Tebe, e lo stesso fece Eteocle per difendersi. Presso la Settima Porta, destino volle che si trovassero di fronte proprio i due fratelli. Cominciò dunque l'attacco. Capaneo tentò di superare le mura tebane con una scala, ma venne folgorato da un fulmine scagliato da Zeus. I guerrieri di Polinice finirono per cadere ad uno ad uno, con le sole eccezioni di Anfiarao ed Adrasto. Il primo fu inghiottito dalla terra per volere di Zeus, e da allora visse nel sottosuolo emanando oracoli. Il secondo riuscì a salvarsi ed a tornare a casa solo grazie al suo ottimo cavallo Arione. Infine si seppe la sorte che era toccata ad Eteocle e Polinice: come aveva profetizzato Edipo, i due si erano uccisi l'un l'altro. L'attacco a Tebe era stato respinto e i due maggiori contendenti erano morti.

### Antigone
Creonte, fratello di Giocasta, ritornò allora ad essere il sovrano di Tebe. Egli decise di dare degna sepoltura ad Eteocle, ma non a Polinice, che aveva avuto il torto di coinvolgere una città straniera nelle vicende tebane. Tuttavia Antigone, sorella dei due guerrieri, nella convinzione spirituale e religiosa che a tutti spettasse la sepoltura, e a maggior ragione a suo fratello, coprì il cadavere di Polinice con alcune manciate di terra, atto sufficiente a considerare ottemperato il precetto religioso. Quest'atto mandò su tutte le furie Creonte, che aveva visto infranto il suo ordine: il re ordinò quindi che Antigone fosse rinchiusa viva nella tomba di famiglia, una caverna dove sarebbe vissuta lontana da tutti, o sarebbe morta di stenti. La donna venne dunque imprigionata.
Per convincere Creonte a tornare sulla sua decisione, l'indovino Tiresia andò a parlare col re. Egli affermò che se Creonte non avesse liberato Antigone, si sarebbe macchiato di un crimine odioso agli dei: l'uccisione di un proprio consanguineo. Turbato da quelle parole, Creonte diede allora ordine di liberare la donna, ma troppo tardi: Antigone infatti si era nel frattempo impiccata, non volendo attendere di morire per fame e sete. Nella caverna dove la donna era imprigionata, Creonte trovò il proprio figlio Emone, promesso sposo di Antigone, disperato di fronte al cadavere. Nel vedere il padre, Emone tentò di colpirlo con la spada, ma, mancatolo, rivolse l'arma contro se stesso, uccidendosi. Lo stesso fece la moglie di Creonte Euridice quando venne a sapere di aver perso il figlio. Creonte rimase dunque privo dei suoi familiari, a maledire la propria stoltezza.

## Le ultime vicende

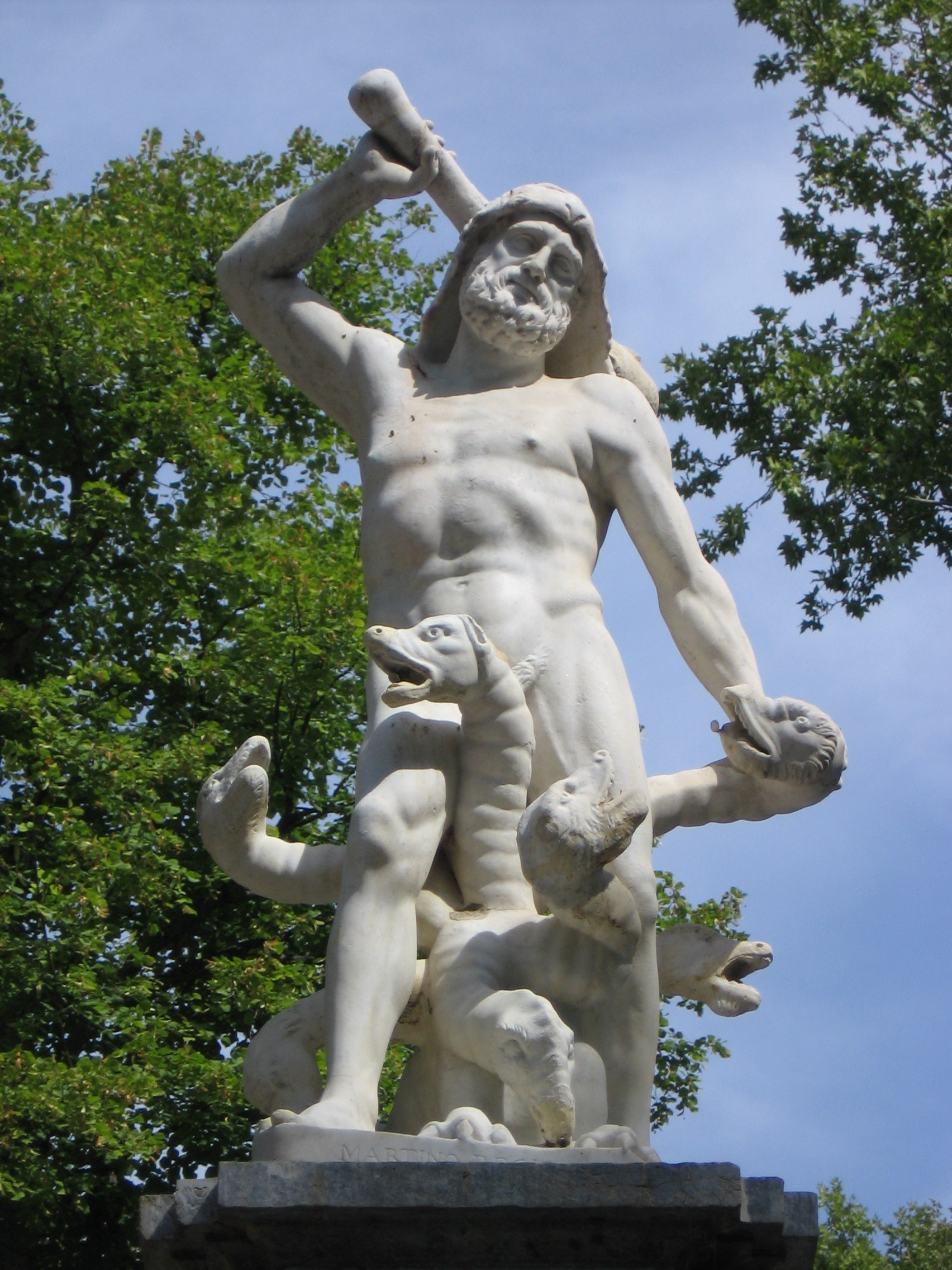
Eracle

### Sotto la protezione di Eracle
La città di Tebe ebbe anche l'onore di essere culla del grande eroe Eracle. Figlio di Zeus e di Alcmena, Eracle crebbe a Tebe, quando il padre adottivo Anfitrione (marito di Alcmena) fu costretto ad allontanarsi da Tirinto. L'eroe giovinetto fu inoltre causa dello scoppio di un grave conflitto tra i tebani e gli abitanti di Orcomeno. Il re di Tebe, Creonte, era infatti costretto a pagare un pesante tributo al sovrano di Orcomeno. Un giorno, mentre i suoi dispotici araldi si recavano nella città per riscuotere il tributo, incrociarono Eracle. Questi era stato costretto a vivere come pastore dopo aver ucciso il suo maestro di canto, Lino. Infastidito dalle cattive maniere degli araldi stranieri, Eracle li punì tagliando loro orecchie e naso. Il loro re decise allora di rispondere all'affronto muovendo guerra contro i tebani.
Durante il conflitto, l'eroe, ancora molto giovane, dimostrò il proprio temperamento e la propria forza fisica, annientando le armate del re di Orcomeno, il cui nome era Ergino, e uccidendo il sovrano stesso. Sul campo di battaglia l'eroe perse però l'amato padre adottivo, Anfitrione. Il re Creonte, grato ad Eracle per il proprio contributo decise di premiarlo dandogli in sposa la più bella fra le sue figlie, Megara. Tuttavia in un momento di follia, scatenato su di lui dalla dea Era, sempre invisa ai figli illegittimi dell'infedele marito, l'eroe uccise la moglie e i figlioletti.
Durante un'assenza di Eracle, disceso agli inferi per catturare Cerbero e liberare Teseo, Tebe venne invasa dall'usurpatore Lico, che uccise Creonte e prese la corona del regno. L'eroe, tornato dal suo viaggio, decise di vendicare il suocero, muovendo guerra contro il nemico e uccidendo l'usurpatore: fu così la pace a Tebe. Re della città divenne allora Laodamante, figlio di Eteocle.

### La guerra degli Epigoni
Dieci anni dopo i fatti dei sette contro Tebe, i figli dei guerrieri che avevano fallito la conquista della città si riunirono per vendicare i padri, ossia per tentare nuovamente l'assalto. Tali guerrieri, denominati Epigoni, erano: il capo Alcmeone e Anfiloco (figli di Anfiarao), Egialeo (figlio di Adrasto), Diomede (figlio di Tideo), Promaco (figlio di Partenopeo), Stenelo (figlio di Capaneo), Tersandro (figlio di Polinice) ed Eurialo (figlio di Mechisteo). L'esercito tebano era invece guidato dal re Laodamante.
Dopo aver devastato le campagne attorno a Tebe, l'esercito degli Epigoni incontrò quello tebano a Glissa, a cinque miglia da Tebe. Laodamante riuscì ad uccidere Egialeo (unico degli Epigoni a cadere), ma venne ucciso da Alcmeone, e l'esercito tebano ne uscì sconfitto. Durante la notte seguente il popolo di Tebe fuggì, su consiglio di Tiresia, e l'indomani gli Epigoni poterono prendere possesso della città, saccheggiandola. L'assalto che dieci anni prima era fallito, aveva stavolta avuto esito vittorioso. Gli Epigoni misero a capo della città Tersandro, figlio di Polinice, e consacrarono gran parte del bottino ad Apollo.

### Gli ultimi sovrani
Divenuto re di Tebe, Tersandro richiamò la popolazione che era fuggita e regnò per vari anni. Sposò Demonassa, figlia di Anfiarao, da cui ebbe come figlio Tisameno. Partecipò ad una prima spedizione contro Troia (antecedente alla guerra di Troia vera e propria), ma non riuscì nemmeno a raggiungere la città: sbarcato in Misia, fu ucciso da Telefo. Avrebbe dovuto succedergli il figlio Tisameno, ma era ancora troppo giovane, così il comando venne dato a Peneleo come suo reggente. Quest'ultimo partecipò alla guerra di Troia al comando di un contingente tebano e rimase ucciso nel conflitto. Tisameno ormai adulto divenne re, ed ebbe a sua volta un figlio, Autesione. Questi divenne il suo successore, ma solo per breve tempo, poiché si ritirò nel Peloponneso su consiglio di un oracolo, dove si unì ai Dori (secondo altre versioni del mito invece egli non diventò mai sovrano poiché si unì agli Eraclidi). Sovrano della città divenne quindi Damasittone, nipote di Peneleo. Ultimi re di Tebe furono infine Tolomeo e Xanto, discendenti di Damasittone. Xanto venne ucciso in duello, ma con l'inganno, da Melanto di Atene (o da Andropompo); dopo il suo omicidio, il popolo tebano decise di abbandonare la monarchia per andare verso una forma di governo repubblicana.

## Lista dei re di Tebe
| 1.  | Cadmo          | Fondatore della città                                    |
| 2.  | Penteo         |                                                          |
| 3.  | Polidoro       |                                                          |
|     | Nitteo         | Reggente di Labdaco                                      |
|     | Lico           | Reggente di Labdaco                                      |
| 4.  | Labdaco        |                                                          |
|     | Lico           | Reggente di Laio                                         |
| 5.  | Anfione e Zeto | Regnarono insieme                                        |
| 6.  | Laio           |                                                          |
|     | Creonte        | Reggente dopo la morte di Laio                           |
| 7.  | Edipo          |                                                          |
|     | Creonte        | Reggente di Eteocle e Polinice                           |
| 8.  | Eteocle        | Si rifiutò di alternarsi sul trono col fratello Polinice |
|     | Creonte        | Reggente di Laodamante                                   |
|     | Lico           | Usurpatore                                               |
| 9.  | Laodamante     |                                                          |
| 10. | Tersandro      |                                                          |
|     | Peneleo        | Reggente di Tisameno                                     |
| 11. | Tisameno       |                                                          |
| 12. | Autesione      |                                                          |
| 13. | Damasittone    |                                                          |
| 14. | Tolomeo        |                                                          |
| 15. | Xanto          |                                                          |

## Genealogia
|                            |                            |                            |                            |                            |                            | Agenore Re di Tiro        | Agenore Re di Tiro        | Agenore Re di Tiro         | Agenore Re di Tiro         | Agenore Re di Tiro         | Agenore Re di Tiro         |                            |                            |          |          |                      |                      | Telefassa            | Telefassa            | Telefassa            | Telefassa            | Telefassa | Telefassa |                               |                               |                               |                               | Ares                          | Ares                          | Ares     | Ares     | Ares     | Ares     |                        |                        | Afrodite               | Afrodite               | Afrodite               | Afrodite               | Afrodite                   | Afrodite                   |                            |                            |                            |                            |                         |                         |                         |                         |  |  |                        |                        |                        |                        |                        |                        |  |  |                     |                     |                     |                     |                     |                     |  |  |  |  |  |  |  |  |  |  |  |  |  |  |  |  |  |  |  |  |  |  |  |  |  |  |  |  |  |  |  |  |  |  |
|                            |                            |                            |                            |                            |                            | Agenore Re di Tiro        | Agenore Re di Tiro        | Agenore Re di Tiro         | Agenore Re di Tiro         | Agenore Re di Tiro         | Agenore Re di Tiro         |                            |                            |          |          |                      |                      | Telefassa            | Telefassa            | Telefassa            | Telefassa            | Telefassa | Telefassa |                               |                               |                               |                               | Ares                          | Ares                          | Ares     | Ares     | Ares     | Ares     |                        |                        | Afrodite               | Afrodite               | Afrodite               | Afrodite               | Afrodite                   | Afrodite                   |                            |                            |                            |                            |                         |                         |                         |                         |  |  |                        |                        |                        |                        |                        |                        |  |  |                     |                     |                     |                     |                     |                     |  |  |  |  |  |  |  |  |  |  |  |  |  |  |  |  |  |  |  |  |  |  |  |  |  |  |  |  |  |  |  |  |  |  |
|                            |                            |                            |                            |                            |                            |                           |                           |                            |                            |                            |                            |                            |                            |          |          |                      |                      |                      |                      |                      |                      |           |           |                               |                               |                               |                               |                               |                               |          |          |          |          |                        |                        |                        |                        |                        |                        |                            |                            |                            |                            |                            |                            |                         |                         |                         |                         |  |  |                        |                        |                        |                        |                        |                        |  |  |                     |                     |                     |                     |                     |                     |  |  |  |  |  |  |  |  |  |  |  |  |  |  |  |  |  |  |  |  |  |  |  |  |  |  |  |  |  |  |  |  |  |  |
|                            |                            |                            |                            |                            |                            |                           |                           |                            |                            |                            |                            |                            |                            |          |          |                      |                      |                      |                      |                      |                      |           |           |                               |                               |                               |                               |                               |                               |          |          |          |          |                        |                        |                        |                        |                        |                        |                            |                            |                            |                            |                            |                            |                         |                         |                         |                         |  |  |                        |                        |                        |                        |                        |                        |  |  |                     |                     |                     |                     |                     |                     |  |  |  |  |  |  |  |  |  |  |  |  |  |  |  |  |  |  |  |  |  |  |  |  |  |  |  |  |  |  |  |  |  |  |
| Europa                     | Europa                     | Europa                     | Europa                     | Europa                     | Europa                     |                           |                           | Cilice Re di Cilicia       | Cilice Re di Cilicia       | Cilice Re di Cilicia       | Cilice Re di Cilicia       | Cilice Re di Cilicia       | Cilice Re di Cilicia       |          |          | Fenice Re di Fenicia | Fenice Re di Fenicia | Fenice Re di Fenicia | Fenice Re di Fenicia | Fenice Re di Fenicia | Fenice Re di Fenicia |           |           | Cadmo Re di Tebe (I)          | Cadmo Re di Tebe (I)          | Cadmo Re di Tebe (I)          | Cadmo Re di Tebe (I)          | Cadmo Re di Tebe (I)          | Cadmo Re di Tebe (I)          |          |          | Armonia  | Armonia  | Armonia                | Armonia                | Armonia                | Armonia                |                        |                        |                            |                            |                            |                            |                            |                            |                         |                         |                         |                         |  |  |                        |                        |                        |                        |                        |                        |  |  |                     |                     |                     |                     |                     |                     |  |  |  |  |  |  |  |  |  |  |  |  |  |  |  |  |  |  |  |  |  |  |  |  |  |  |  |  |  |  |  |  |  |  |
| Europa                     | Europa                     | Europa                     | Europa                     | Europa                     | Europa                     |                           |                           | Cilice Re di Cilicia       | Cilice Re di Cilicia       | Cilice Re di Cilicia       | Cilice Re di Cilicia       | Cilice Re di Cilicia       | Cilice Re di Cilicia       |          |          | Fenice Re di Fenicia | Fenice Re di Fenicia | Fenice Re di Fenicia | Fenice Re di Fenicia | Fenice Re di Fenicia | Fenice Re di Fenicia |           |           | Cadmo Re di Tebe (I)          | Cadmo Re di Tebe (I)          | Cadmo Re di Tebe (I)          | Cadmo Re di Tebe (I)          | Cadmo Re di Tebe (I)          | Cadmo Re di Tebe (I)          |          |          | Armonia  | Armonia  | Armonia                | Armonia                | Armonia                | Armonia                |                        |                        |                            |                            |                            |                            |                            |                            |                         |                         |                         |                         |  |  |                        |                        |                        |                        |                        |                        |  |  |                     |                     |                     |                     |                     |                     |  |  |  |  |  |  |  |  |  |  |  |  |  |  |  |  |  |  |  |  |  |  |  |  |  |  |  |  |  |  |  |  |  |  |
|                            |                            |                            |                            |                            |                            |                           |                           |                            |                            |                            |                            |                            |                            |          |          |                      |                      |                      |                      |                      |                      |           |           |                               |                               |                               |                               |                               |                               |          |          |          |          |                        |                        |                        |                        |                        |                        |                            |                            |                            |                            |                            |                            |                         |                         |                         |                         |  |  |                        |                        |                        |                        |                        |                        |  |  |                     |                     |                     |                     |                     |                     |  |  |  |  |  |  |  |  |  |  |  |  |  |  |  |  |  |  |  |  |  |  |  |  |  |  |  |  |  |  |  |  |  |  |
|                            |                            |                            |                            |                            |                            |                           |                           |                            |                            |                            |                            |                            |                            |          |          |                      |                      |                      |                      |                      |                      |           |           |                               |                               |                               |                               |                               |                               |          |          |          |          |                        |                        |                        |                        |                        |                        |                            |                            |                            |                            |                            |                            |                         |                         |                         |                         |  |  |                        |                        |                        |                        |                        |                        |  |  |                     |                     |                     |                     |                     |                     |  |  |  |  |  |  |  |  |  |  |  |  |  |  |  |  |  |  |  |  |  |  |  |  |  |  |  |  |  |  |  |  |  |  |
|                            |                            | Polidoro Re di Tebe (III)  | Polidoro Re di Tebe (III)  | Polidoro Re di Tebe (III)  | Polidoro Re di Tebe (III)  | Polidoro Re di Tebe (III) | Polidoro Re di Tebe (III) |                            |                            | Autonoe                    | Autonoe                    | Autonoe                    | Autonoe                    | Autonoe  | Autonoe  |                      |                      | Ino                  | Ino                  | Ino                  | Ino                  | Ino       | Ino       |                               |                               | Semele                        | Semele                        | Semele                        | Semele                        | Semele   | Semele   |          |          | Agave                  | Agave                  | Agave                  | Agave                  | Agave                  | Agave                  |                            |                            |                            |                            | Ireo                       | Ireo                       | Ireo                    | Ireo                    | Ireo                    | Ireo                    |  |  | Clonia                 | Clonia                 | Clonia                 | Clonia                 | Clonia                 | Clonia                 |  |  |                     |                     |                     |                     |                     |                     |  |  |  |  |  |  |  |  |  |  |  |  |  |  |  |  |  |  |  |  |  |  |  |  |  |  |  |  |  |  |  |  |  |  |
|                            |                            | Polidoro Re di Tebe (III)  | Polidoro Re di Tebe (III)  | Polidoro Re di Tebe (III)  | Polidoro Re di Tebe (III)  | Polidoro Re di Tebe (III) | Polidoro Re di Tebe (III) |                            |                            | Autonoe                    | Autonoe                    | Autonoe                    | Autonoe                    | Autonoe  | Autonoe  |                      |                      | Ino                  | Ino                  | Ino                  | Ino                  | Ino       | Ino       |                               |                               | Semele                        | Semele                        | Semele                        | Semele                        | Semele   | Semele   |          |          | Agave                  | Agave                  | Agave                  | Agave                  | Agave                  | Agave                  |                            |                            |                            |                            | Ireo                       | Ireo                       | Ireo                    | Ireo                    | Ireo                    | Ireo                    |  |  | Clonia                 | Clonia                 | Clonia                 | Clonia                 | Clonia                 | Clonia                 |  |  |                     |                     |                     |                     |                     |                     |  |  |  |  |  |  |  |  |  |  |  |  |  |  |  |  |  |  |  |  |  |  |  |  |  |  |  |  |  |  |  |  |  |  |
|                            |                            |                            |                            |                            |                            |                           |                           |                            |                            |                            |                            |                            |                            |          |          |                      |                      |                      |                      |                      |                      |           |           |                               |                               |                               |                               |                               |                               |          |          |          |          |                        |                        |                        |                        |                        |                        |                            |                            |                            |                            |                            |                            |                         |                         |                         |                         |  |  |                        |                        |                        |                        |                        |                        |  |  |                     |                     |                     |                     |                     |                     |  |  |  |  |  |  |  |  |  |  |  |  |  |  |  |  |  |  |  |  |  |  |  |  |  |  |  |  |  |  |  |  |  |  |
|                            |                            |                            |                            |                            |                            |                           |                           |                            |                            |                            |                            |                            |                            |          |          |                      |                      |                      |                      |                      |                      |           |           |                               |                               |                               |                               |                               |                               |          |          |          |          |                        |                        |                        |                        |                        |                        |                            |                            |                            |                            |                            |                            |                         |                         |                         |                         |  |  |                        |                        |                        |                        |                        |                        |  |  |                     |                     |                     |                     |                     |                     |  |  |  |  |  |  |  |  |  |  |  |  |  |  |  |  |  |  |  |  |  |  |  |  |  |  |  |  |  |  |  |  |  |  |
|                            |                            | Labdaco Re di Tebe (IV)    | Labdaco Re di Tebe (IV)    | Labdaco Re di Tebe (IV)    | Labdaco Re di Tebe (IV)    | Labdaco Re di Tebe (IV)   | Labdaco Re di Tebe (IV)   |                            |                            | Atteone                    | Atteone                    | Atteone                    | Atteone                    | Atteone  | Atteone  |                      |                      | Melicerte            | Melicerte            | Melicerte            | Melicerte            | Melicerte | Melicerte |                               |                               | Dioniso                       | Dioniso                       | Dioniso                       | Dioniso                       | Dioniso  | Dioniso  |          |          | Penteo Re di Tebe (II) | Penteo Re di Tebe (II) | Penteo Re di Tebe (II) | Penteo Re di Tebe (II) | Penteo Re di Tebe (II) | Penteo Re di Tebe (II) |                            |                            |                            |                            | Lico Reggente due volte    | Lico Reggente due volte    | Lico Reggente due volte | Lico Reggente due volte | Lico Reggente due volte | Lico Reggente due volte |  |  | Nitteo Reggente        | Nitteo Reggente        | Nitteo Reggente        | Nitteo Reggente        | Nitteo Reggente        | Nitteo Reggente        |  |  |                     |                     |                     |                     |                     |                     |  |  |  |  |  |  |  |  |  |  |  |  |  |  |  |  |  |  |  |  |  |  |  |  |  |  |  |  |  |  |  |  |  |  |
|                            |                            | Labdaco Re di Tebe (IV)    | Labdaco Re di Tebe (IV)    | Labdaco Re di Tebe (IV)    | Labdaco Re di Tebe (IV)    | Labdaco Re di Tebe (IV)   | Labdaco Re di Tebe (IV)   |                            |                            | Atteone                    | Atteone                    | Atteone                    | Atteone                    | Atteone  | Atteone  |                      |                      | Melicerte            | Melicerte            | Melicerte            | Melicerte            | Melicerte | Melicerte |                               |                               | Dioniso                       | Dioniso                       | Dioniso                       | Dioniso                       | Dioniso  | Dioniso  |          |          | Penteo Re di Tebe (II) | Penteo Re di Tebe (II) | Penteo Re di Tebe (II) | Penteo Re di Tebe (II) | Penteo Re di Tebe (II) | Penteo Re di Tebe (II) |                            |                            |                            |                            | Lico Reggente due volte    | Lico Reggente due volte    | Lico Reggente due volte | Lico Reggente due volte | Lico Reggente due volte | Lico Reggente due volte |  |  | Nitteo Reggente        | Nitteo Reggente        | Nitteo Reggente        | Nitteo Reggente        | Nitteo Reggente        | Nitteo Reggente        |  |  |                     |                     |                     |                     |                     |                     |  |  |  |  |  |  |  |  |  |  |  |  |  |  |  |  |  |  |  |  |  |  |  |  |  |  |  |  |  |  |  |  |  |  |
|                            |                            |                            |                            |                            |                            |                           |                           |                            |                            |                            |                            |                            |                            |          |          |                      |                      |                      |                      |                      |                      |           |           |                               |                               |                               |                               |                               |                               |          |          |          |          | Oclaso                 | Oclaso                 | Oclaso                 | Oclaso                 | Oclaso                 | Oclaso                 |                            |                            |                            |                            | Lico Usurpatore            | Lico Usurpatore            | Lico Usurpatore         | Lico Usurpatore         | Lico Usurpatore         | Lico Usurpatore         |  |  | Antiope                | Antiope                | Antiope                | Antiope                | Antiope                | Antiope                |  |  | Zeus                | Zeus                | Zeus                | Zeus                | Zeus                | Zeus                |  |  |  |  |  |  |  |  |  |  |  |  |  |  |  |  |  |  |  |  |  |  |  |  |  |  |  |  |  |  |  |  |  |  |
|                            |                            |                            |                            |                            |                            |                           |                           |                            |                            |                            |                            |                            |                            |          |          |                      |                      |                      |                      |                      |                      |           |           |                               |                               |                               |                               |                               |                               |          |          |          |          | Oclaso                 | Oclaso                 | Oclaso                 | Oclaso                 | Oclaso                 | Oclaso                 |                            |                            |                            |                            | Lico Usurpatore            | Lico Usurpatore            | Lico Usurpatore         | Lico Usurpatore         | Lico Usurpatore         | Lico Usurpatore         |  |  | Antiope                | Antiope                | Antiope                | Antiope                | Antiope                | Antiope                |  |  | Zeus                | Zeus                | Zeus                | Zeus                | Zeus                | Zeus                |  |  |  |  |  |  |  |  |  |  |  |  |  |  |  |  |  |  |  |  |  |  |  |  |  |  |  |  |  |  |  |  |  |  |
|                            |                            |                            |                            |                            |                            |                           |                           |                            |                            |                            |                            |                            |                            |          |          |                      |                      |                      |                      |                      |                      |           |           |                               |                               |                               |                               |                               |                               |          |          |          |          |                        |                        |                        |                        |                        |                        |                            |                            |                            |                            |                            |                            |                         |                         |                         |                         |  |  |                        |                        |                        |                        |                        |                        |  |  |                     |                     |                     |                     |                     |                     |  |  |  |  |  |  |  |  |  |  |  |  |  |  |  |  |  |  |  |  |  |  |  |  |  |  |  |  |  |  |  |  |  |  |
|                            |                            |                            |                            |                            |                            |                           |                           |                            |                            |                            |                            |                            |                            |          |          |                      |                      |                      |                      |                      |                      |           |           |                               |                               |                               |                               |                               |                               |          |          |          |          |                        |                        |                        |                        |                        |                        |                            |                            |                            |                            |                            |                            |                         |                         |                         |                         |  |  |                        |                        |                        |                        |                        |                        |  |  |                     |                     |                     |                     |                     |                     |  |  |  |  |  |  |  |  |  |  |  |  |  |  |  |  |  |  |  |  |  |  |  |  |  |  |  |  |  |  |  |  |  |  |
|                            |                            |                            |                            |                            |                            |                           |                           |                            |                            |                            |                            |                            |                            |          |          |                      |                      |                      |                      |                      |                      |           |           |                               |                               |                               |                               |                               |                               |          |          |          |          | Meneceo                | Meneceo                | Meneceo                | Meneceo                | Meneceo                | Meneceo                |                            |                            |                            |                            |                            |                            |                         |                         |                         |                         |  |  | Anfione Re di Tebe (V) | Anfione Re di Tebe (V) | Anfione Re di Tebe (V) | Anfione Re di Tebe (V) | Anfione Re di Tebe (V) | Anfione Re di Tebe (V) |  |  | Zeto Re di Tebe (V) | Zeto Re di Tebe (V) | Zeto Re di Tebe (V) | Zeto Re di Tebe (V) | Zeto Re di Tebe (V) | Zeto Re di Tebe (V) |  |  |  |  |  |  |  |  |  |  |  |  |  |  |  |  |  |  |  |  |  |  |  |  |  |  |  |  |  |  |  |  |  |  |
|                            |                            |                            |                            |                            |                            |                           |                           |                            |                            |                            |                            |                            |                            |          |          |                      |                      |                      |                      |                      |                      |           |           |                               |                               |                               |                               |                               |                               |          |          |          |          | Meneceo                | Meneceo                | Meneceo                | Meneceo                | Meneceo                | Meneceo                |                            |                            |                            |                            |                            |                            |                         |                         |                         |                         |  |  | Anfione Re di Tebe (V) | Anfione Re di Tebe (V) | Anfione Re di Tebe (V) | Anfione Re di Tebe (V) | Anfione Re di Tebe (V) | Anfione Re di Tebe (V) |  |  | Zeto Re di Tebe (V) | Zeto Re di Tebe (V) | Zeto Re di Tebe (V) | Zeto Re di Tebe (V) | Zeto Re di Tebe (V) | Zeto Re di Tebe (V) |  |  |  |  |  |  |  |  |  |  |  |  |  |  |  |  |  |  |  |  |  |  |  |  |  |  |  |  |  |  |  |  |  |  |
|                            |                            |                            |                            |                            |                            |                           |                           |                            |                            |                            |                            |                            |                            |          |          |                      |                      |                      |                      |                      |                      |           |           |                               |                               |                               |                               |                               |                               |          |          |          |          |                        |                        |                        |                        |                        |                        |                            |                            |                            |                            |                            |                            |                         |                         |                         |                         |  |  |                        |                        |                        |                        |                        |                        |  |  |                     |                     |                     |                     |                     |                     |  |  |  |  |  |  |  |  |  |  |  |  |  |  |  |  |  |  |  |  |  |  |  |  |  |  |  |  |  |  |  |  |  |  |
|                            |                            | Laio Re di Tebe (VI)       | Laio Re di Tebe (VI)       | Laio Re di Tebe (VI)       | Laio Re di Tebe (VI)       | Laio Re di Tebe (VI)      | Laio Re di Tebe (VI)      |                            |                            |                            |                            |                            |                            | Giocasta | Giocasta | Giocasta             | Giocasta             | Giocasta             | Giocasta             |                      |                      |           |           |                               |                               |                               |                               | Euridice                      | Euridice                      | Euridice | Euridice | Euridice | Euridice |                        |                        |                        |                        |                        |                        | Creonte Reggente tre volte | Creonte Reggente tre volte | Creonte Reggente tre volte | Creonte Reggente tre volte | Creonte Reggente tre volte | Creonte Reggente tre volte |                         |                         |                         |                         |  |  |                        |                        |                        |                        |                        |                        |  |  |                     |                     |                     |                     |                     |                     |  |  |  |  |  |  |  |  |  |  |  |  |  |  |  |  |  |  |  |  |  |  |  |  |  |  |  |  |  |  |  |  |  |  |
|                            |                            | Laio Re di Tebe (VI)       | Laio Re di Tebe (VI)       | Laio Re di Tebe (VI)       | Laio Re di Tebe (VI)       | Laio Re di Tebe (VI)      | Laio Re di Tebe (VI)      |                            |                            |                            |                            |                            |                            | Giocasta | Giocasta | Giocasta             | Giocasta             | Giocasta             | Giocasta             |                      |                      |           |           |                               |                               |                               |                               | Euridice                      | Euridice                      | Euridice | Euridice | Euridice | Euridice |                        |                        |                        |                        |                        |                        | Creonte Reggente tre volte | Creonte Reggente tre volte | Creonte Reggente tre volte | Creonte Reggente tre volte | Creonte Reggente tre volte | Creonte Reggente tre volte |                         |                         |                         |                         |  |  |                        |                        |                        |                        |                        |                        |  |  |                     |                     |                     |                     |                     |                     |  |  |  |  |  |  |  |  |  |  |  |  |  |  |  |  |  |  |  |  |  |  |  |  |  |  |  |  |  |  |  |  |  |  |
|                            |                            |                            |                            |                            |                            |                           |                           |                            |                            |                            |                            |                            |                            |          |          |                      |                      |                      |                      |                      |                      |           |           |                               |                               |                               |                               |                               |                               |          |          |          |          |                        |                        |                        |                        |                        |                        |                            |                            |                            |                            |                            |                            |                         |                         |                         |                         |  |  |                        |                        |                        |                        |                        |                        |  |  |                     |                     |                     |                     |                     |                     |  |  |  |  |  |  |  |  |  |  |  |  |  |  |  |  |  |  |  |  |  |  |  |  |  |  |  |  |  |  |  |  |  |  |
|                            |                            |                            |                            |                            |                            |                           |                           |                            |                            |                            |                            |                            |                            |          |          |                      |                      |                      |                      |                      |                      |           |           |                               |                               |                               |                               |                               |                               |          |          |          |          |                        |                        |                        |                        |                        |                        |                            |                            |                            |                            |                            |                            |                         |                         |                         |                         |  |  |                        |                        |                        |                        |                        |                        |  |  |                     |                     |                     |                     |                     |                     |  |  |  |  |  |  |  |  |  |  |  |  |  |  |  |  |  |  |  |  |  |  |  |  |  |  |  |  |  |  |  |  |  |  |
|                            |                            |                            |                            |                            |                            |                           |                           | Edipo Re di Tebe (VII)     | Edipo Re di Tebe (VII)     | Edipo Re di Tebe (VII)     | Edipo Re di Tebe (VII)     | Edipo Re di Tebe (VII)     | Edipo Re di Tebe (VII)     |          |          |                      |                      |                      |                      |                      |                      |           |           |                               |                               |                               |                               | Emone                         | Emone                         | Emone    | Emone    | Emone    | Emone    |                        |                        |                        |                        |                        |                        | Meneceo                    | Meneceo                    | Meneceo                    | Meneceo                    | Meneceo                    | Meneceo                    |                         |                         |                         |                         |  |  |                        |                        |                        |                        |                        |                        |  |  |                     |                     |                     |                     |                     |                     |  |  |  |  |  |  |  |  |  |  |  |  |  |  |  |  |  |  |  |  |  |  |  |  |  |  |  |  |  |  |  |  |  |  |
|                            |                            |                            |                            |                            |                            |                           |                           | Edipo Re di Tebe (VII)     | Edipo Re di Tebe (VII)     | Edipo Re di Tebe (VII)     | Edipo Re di Tebe (VII)     | Edipo Re di Tebe (VII)     | Edipo Re di Tebe (VII)     |          |          |                      |                      |                      |                      |                      |                      |           |           |                               |                               |                               |                               | Emone                         | Emone                         | Emone    | Emone    | Emone    | Emone    |                        |                        |                        |                        |                        |                        | Meneceo                    | Meneceo                    | Meneceo                    | Meneceo                    | Meneceo                    | Meneceo                    |                         |                         |                         |                         |  |  |                        |                        |                        |                        |                        |                        |  |  |                     |                     |                     |                     |                     |                     |  |  |  |  |  |  |  |  |  |  |  |  |  |  |  |  |  |  |  |  |  |  |  |  |  |  |  |  |  |  |  |  |  |  |
|                            |                            |                            |                            |                            |                            |                           |                           |                            |                            |                            |                            |                            |                            |          |          |                      |                      |                      |                      |                      |                      |           |           |                               |                               |                               |                               |                               |                               |          |          |          |          |                        |                        |                        |                        |                        |                        |                            |                            |                            |                            |                            |                            |                         |                         |                         |                         |  |  |                        |                        |                        |                        |                        |                        |  |  |                     |                     |                     |                     |                     |                     |  |  |  |  |  |  |  |  |  |  |  |  |  |  |  |  |  |  |  |  |  |  |  |  |  |  |  |  |  |  |  |  |  |  |
|                            |                            |                            |                            |                            |                            |                           |                           |                            |                            |                            |                            |                            |                            |          |          |                      |                      |                      |                      |                      |                      |           |           |                               |                               |                               |                               |                               |                               |          |          |          |          |                        |                        |                        |                        |                        |                        |                            |                            |                            |                            |                            |                            |                         |                         |                         |                         |  |  |                        |                        |                        |                        |                        |                        |  |  |                     |                     |                     |                     |                     |                     |  |  |  |  |  |  |  |  |  |  |  |  |  |  |  |  |  |  |  |  |  |  |  |  |  |  |  |  |  |  |  |  |  |  |
| Eteocle Re di Tebe (VIII)  | Eteocle Re di Tebe (VIII)  | Eteocle Re di Tebe (VIII)  | Eteocle Re di Tebe (VIII)  | Eteocle Re di Tebe (VIII)  | Eteocle Re di Tebe (VIII)  |                           |                           | Polinice                   | Polinice                   | Polinice                   | Polinice                   | Polinice                   | Polinice                   |          |          | Antigone             | Antigone             | Antigone             | Antigone             | Antigone             | Antigone             |           |           | Ismene                        | Ismene                        | Ismene                        | Ismene                        | Ismene                        | Ismene                        |          |          |          |          |                        |                        |                        |                        |                        |                        |                            |                            |                            |                            |                            |                            |                         |                         |                         |                         |  |  |                        |                        |                        |                        |                        |                        |  |  |                     |                     |                     |                     |                     |                     |  |  |  |  |  |  |  |  |  |  |  |  |  |  |  |  |  |  |  |  |  |  |  |  |  |  |  |  |  |  |  |  |  |  |
| Eteocle Re di Tebe (VIII)  | Eteocle Re di Tebe (VIII)  | Eteocle Re di Tebe (VIII)  | Eteocle Re di Tebe (VIII)  | Eteocle Re di Tebe (VIII)  | Eteocle Re di Tebe (VIII)  |                           |                           | Polinice                   | Polinice                   | Polinice                   | Polinice                   | Polinice                   | Polinice                   |          |          | Antigone             | Antigone             | Antigone             | Antigone             | Antigone             | Antigone             |           |           | Ismene                        | Ismene                        | Ismene                        | Ismene                        | Ismene                        | Ismene                        |          |          |          |          |                        |                        |                        |                        |                        |                        |                            |                            |                            |                            |                            |                            |                         |                         |                         |                         |  |  |                        |                        |                        |                        |                        |                        |  |  |                     |                     |                     |                     |                     |                     |  |  |  |  |  |  |  |  |  |  |  |  |  |  |  |  |  |  |  |  |  |  |  |  |  |  |  |  |  |  |  |  |  |  |
| Laodamante Re di Tebe (IX) | Laodamante Re di Tebe (IX) | Laodamante Re di Tebe (IX) | Laodamante Re di Tebe (IX) | Laodamante Re di Tebe (IX) | Laodamante Re di Tebe (IX) |                           |                           | Tersandro Re di Tebe (X)   | Tersandro Re di Tebe (X)   | Tersandro Re di Tebe (X)   | Tersandro Re di Tebe (X)   | Tersandro Re di Tebe (X)   | Tersandro Re di Tebe (X)   |          |          |                      |                      |                      |                      |                      |                      |           |           |                               |                               |                               |                               |                               |                               |          |          |          |          |                        |                        |                        |                        |                        |                        |                            |                            |                            |                            |                            |                            |                         |                         |                         |                         |  |  |                        |                        |                        |                        |                        |                        |  |  |                     |                     |                     |                     |                     |                     |  |  |  |  |  |  |  |  |  |  |  |  |  |  |  |  |  |  |  |  |  |  |  |  |  |  |  |  |  |  |  |  |  |  |
| Laodamante Re di Tebe (IX) | Laodamante Re di Tebe (IX) | Laodamante Re di Tebe (IX) | Laodamante Re di Tebe (IX) | Laodamante Re di Tebe (IX) | Laodamante Re di Tebe (IX) |                           |                           | Tersandro Re di Tebe (X)   | Tersandro Re di Tebe (X)   | Tersandro Re di Tebe (X)   | Tersandro Re di Tebe (X)   | Tersandro Re di Tebe (X)   | Tersandro Re di Tebe (X)   |          |          |                      |                      |                      |                      |                      |                      |           |           |                               |                               |                               |                               |                               |                               |          |          |          |          |                        |                        |                        |                        |                        |                        |                            |                            |                            |                            |                            |                            |                         |                         |                         |                         |  |  |                        |                        |                        |                        |                        |                        |  |  |                     |                     |                     |                     |                     |                     |  |  |  |  |  |  |  |  |  |  |  |  |  |  |  |  |  |  |  |  |  |  |  |  |  |  |  |  |  |  |  |  |  |  |
|                            |                            |                            |                            |                            |                            |                           |                           | Tisameno Re di Tebe (XI)   | Tisameno Re di Tebe (XI)   | Tisameno Re di Tebe (XI)   | Tisameno Re di Tebe (XI)   | Tisameno Re di Tebe (XI)   | Tisameno Re di Tebe (XI)   |          |          |                      |                      |                      |                      |                      |                      |           |           | Peneleo Reggente              | Peneleo Reggente              | Peneleo Reggente              | Peneleo Reggente              | Peneleo Reggente              | Peneleo Reggente              |          |          |          |          |                        |                        |                        |                        |                        |                        |                            |                            |                            |                            |                            |                            |                         |                         |                         |                         |  |  |                        |                        |                        |                        |                        |                        |  |  |                     |                     |                     |                     |                     |                     |  |  |  |  |  |  |  |  |  |  |  |  |  |  |  |  |  |  |  |  |  |  |  |  |  |  |  |  |  |  |  |  |  |  |
|                            |                            |                            |                            |                            |                            |                           |                           | Tisameno Re di Tebe (XI)   | Tisameno Re di Tebe (XI)   | Tisameno Re di Tebe (XI)   | Tisameno Re di Tebe (XI)   | Tisameno Re di Tebe (XI)   | Tisameno Re di Tebe (XI)   |          |          |                      |                      |                      |                      |                      |                      |           |           | Peneleo Reggente              | Peneleo Reggente              | Peneleo Reggente              | Peneleo Reggente              | Peneleo Reggente              | Peneleo Reggente              |          |          |          |          |                        |                        |                        |                        |                        |                        |                            |                            |                            |                            |                            |                            |                         |                         |                         |                         |  |  |                        |                        |                        |                        |                        |                        |  |  |                     |                     |                     |                     |                     |                     |  |  |  |  |  |  |  |  |  |  |  |  |  |  |  |  |  |  |  |  |  |  |  |  |  |  |  |  |  |  |  |  |  |  |
|                            |                            |                            |                            |                            |                            |                           |                           | Autesione Re di Tebe (XII) | Autesione Re di Tebe (XII) | Autesione Re di Tebe (XII) | Autesione Re di Tebe (XII) | Autesione Re di Tebe (XII) | Autesione Re di Tebe (XII) |          |          |                      |                      |                      |                      |                      |                      |           |           | Ofelte                        | Ofelte                        | Ofelte                        | Ofelte                        | Ofelte                        | Ofelte                        |          |          |          |          |                        |                        |                        |                        |                        |                        |                            |                            |                            |                            |                            |                            |                         |                         |                         |                         |  |  |                        |                        |                        |                        |                        |                        |  |  |                     |                     |                     |                     |                     |                     |  |  |  |  |  |  |  |  |  |  |  |  |  |  |  |  |  |  |  |  |  |  |  |  |  |  |  |  |  |  |  |  |  |  |
|                            |                            |                            |                            |                            |                            |                           |                           | Autesione Re di Tebe (XII) | Autesione Re di Tebe (XII) | Autesione Re di Tebe (XII) | Autesione Re di Tebe (XII) | Autesione Re di Tebe (XII) | Autesione Re di Tebe (XII) |          |          |                      |                      |                      |                      |                      |                      |           |           | Ofelte                        | Ofelte                        | Ofelte                        | Ofelte                        | Ofelte                        | Ofelte                        |          |          |          |          |                        |                        |                        |                        |                        |                        |                            |                            |                            |                            |                            |                            |                         |                         |                         |                         |  |  |                        |                        |                        |                        |                        |                        |  |  |                     |                     |                     |                     |                     |                     |  |  |  |  |  |  |  |  |  |  |  |  |  |  |  |  |  |  |  |  |  |  |  |  |  |  |  |  |  |  |  |  |  |  |
| Aristodemo                 | Aristodemo                 | Aristodemo                 | Aristodemo                 | Aristodemo                 | Aristodemo                 |                           |                           | Argia                      | Argia                      | Argia                      | Argia                      | Argia                      | Argia                      |          |          |                      |                      |                      |                      |                      |                      |           |           | Damasittone Re di Tebe (XIII) | Damasittone Re di Tebe (XIII) | Damasittone Re di Tebe (XIII) | Damasittone Re di Tebe (XIII) | Damasittone Re di Tebe (XIII) | Damasittone Re di Tebe (XIII) |          |          |          |          |                        |                        |                        |                        |                        |                        |                            |                            |                            |                            |                            |                            |                         |                         |                         |                         |  |  |                        |                        |                        |                        |                        |                        |  |  |                     |                     |                     |                     |                     |                     |  |  |  |  |  |  |  |  |  |  |  |  |  |  |  |  |  |  |  |  |  |  |  |  |  |  |  |  |  |  |  |  |  |  |
| Aristodemo                 | Aristodemo                 | Aristodemo                 | Aristodemo                 | Aristodemo                 | Aristodemo                 |                           |                           | Argia                      | Argia                      | Argia                      | Argia                      | Argia                      | Argia                      |          |          |                      |                      |                      |                      |                      |                      |           |           | Damasittone Re di Tebe (XIII) | Damasittone Re di Tebe (XIII) | Damasittone Re di Tebe (XIII) | Damasittone Re di Tebe (XIII) | Damasittone Re di Tebe (XIII) | Damasittone Re di Tebe (XIII) |          |          |          |          |                        |                        |                        |                        |                        |                        |                            |                            |                            |                            |                            |                            |                         |                         |                         |                         |  |  |                        |                        |                        |                        |                        |                        |  |  |                     |                     |                     |                     |                     |                     |  |  |  |  |  |  |  |  |  |  |  |  |  |  |  |  |  |  |  |  |  |  |  |  |  |  |  |  |  |  |  |  |  |  |
|                            |                            |                            |                            |                            |                            |                           |                           |                            |                            |                            |                            |                            |                            |          |          |                      |                      |                      |                      |                      |                      |           |           |                               |                               |                               |                               |                               |                               |          |          |          |          |                        |                        |                        |                        |                        |                        |                            |                            |                            |                            |                            |                            |                         |                         |                         |                         |  |  |                        |                        |                        |                        |                        |                        |  |  |                     |                     |                     |                     |                     |                     |  |  |  |  |  |  |  |  |  |  |  |  |  |  |  |  |  |  |  |  |  |  |  |  |  |  |  |  |  |  |  |  |  |  |
|                            |                            |                            |                            |                            |                            |                           |                           |                            |                            |                            |                            |                            |                            |          |          |                      |                      |                      |                      |                      |                      |           |           |                               |                               |                               |                               |                               |                               |          |          |          |          |                        |                        |                        |                        |                        |                        |                            |                            |                            |                            |                            |                            |                         |                         |                         |                         |  |  |                        |                        |                        |                        |                        |                        |  |  |                     |                     |                     |                     |                     |                     |  |  |  |  |  |  |  |  |  |  |  |  |  |  |  |  |  |  |  |  |  |  |  |  |  |  |  |  |  |  |  |  |  |  |
| Euristene Re di Sparta     | Euristene Re di Sparta     | Euristene Re di Sparta     | Euristene Re di Sparta     | Euristene Re di Sparta     | Euristene Re di Sparta     |                           |                           | Procle Re di Sparta        | Procle Re di Sparta        | Procle Re di Sparta        | Procle Re di Sparta        | Procle Re di Sparta        | Procle Re di Sparta        |          |          |                      |                      |                      |                      |                      |                      |           |           | Tolomeo Re di Tebe (XIV)      | Tolomeo Re di Tebe (XIV)      | Tolomeo Re di Tebe (XIV)      | Tolomeo Re di Tebe (XIV)      | Tolomeo Re di Tebe (XIV)      | Tolomeo Re di Tebe (XIV)      |          |          |          |          |                        |                        |                        |                        |                        |                        |                            |                            |                            |                            |                            |                            |                         |                         |                         |                         |  |  |                        |                        |                        |                        |                        |                        |  |  |                     |                     |                     |                     |                     |                     |  |  |  |  |  |  |  |  |  |  |  |  |  |  |  |  |  |  |  |  |  |  |  |  |  |  |  |  |  |  |  |  |  |  |
| Euristene Re di Sparta     | Euristene Re di Sparta     | Euristene Re di Sparta     | Euristene Re di Sparta     | Euristene Re di Sparta     | Euristene Re di Sparta     |                           |                           | Procle Re di Sparta        | Procle Re di Sparta        | Procle Re di Sparta        | Procle Re di Sparta        | Procle Re di Sparta        | Procle Re di Sparta        |          |          |                      |                      |                      |                      |                      |                      |           |           | Tolomeo Re di Tebe (XIV)      | Tolomeo Re di Tebe (XIV)      | Tolomeo Re di Tebe (XIV)      | Tolomeo Re di Tebe (XIV)      | Tolomeo Re di Tebe (XIV)      | Tolomeo Re di Tebe (XIV)      |          |          |          |          |                        |                        |                        |                        |                        |                        |                            |                            |                            |                            |                            |                            |                         |                         |                         |                         |  |  |                        |                        |                        |                        |                        |                        |  |  |                     |                     |                     |                     |                     |                     |  |  |  |  |  |  |  |  |  |  |  |  |  |  |  |  |  |  |  |  |  |  |  |  |  |  |  |  |  |  |  |  |  |  |
|                            |                            |                            |                            |                            |                            |                           |                           |                            |                            |                            |                            |                            |                            |          |          |                      |                      |                      |                      |                      |                      |           |           | Xanto Re di Tebe (XV)         |                               |                               |                               |                               |                               |          |          |          |          |                        |                        |                        |                        |                        |                        |                            |                            |                            |                            |                            |                            |                         |                         |                         |                         |  |  |                        |                        |                        |                        |                        |                        |  |  |                     |                     |                     |                     |                     |                     |  |  |  |  |  |  |  |  |  |  |  |  |  |  |  |  |  |  |  |  |  |  |  |  |  |  |  |  |  |  |  |  |  |  |

### Esplicative
1. ↑  La città, inizialmente chiamata Cadmea, acquisì il suo nome di Tebe soltanto in seguito, ai tempi di Zeto. Secondo alcune fonti infatti moglie di Zeto fu Tebe, in onore della quale venne ribattezzata la città. La stessa Odissea, peraltro, afferma che Tebe fu fondata da Anfione e Zeto: Odissea, XI, vv. 262-263 (Apollodoro, pp. 545-546).
2. ↑  Quanto a Zeto, secondo alcune fonti egli prese in moglie una donna di nome Tebe, che in seguito diede il nuovo nome alla città, precedentemente chiamata Cadmea. Secondo altre fonti invece moglie di Zeto fu Aedona (Apollodoro, pp. 545-546).
3. ↑  Tale figlio di Zeto, di nome Itilo, venne involontariamente ucciso dalla madre Aedona in un momento di perturbazione mentale. Secondo altre fonti invece ella voleva in realtà uccidere il figlio maggiore di Niobe per invidia, ma sbagliò letto e uccise Itilo.
4. ↑  Secondo alcuni autori, vennero risparmiati Amicla tra i figli e Melibea tra le figlie, poiché avevano innalzato preghiere propiziatorie a Latona.
5. ↑  Questo Meneceo era padre di Creonte e nonno di un altro Meneceo che parteciperà alla guerra dei Sette contro Tebe.
6. ↑  Il mito è incerto riguardo all'ambientazione della vicenda ad Argo o a Micene. Anche l'Iliade e l'Odissea danno informazioni contraddittorie in merito.
7. ↑  Laio viene considerato da alcune fonti l'eroe greco che introdusse l'amore pederasta omosessuale.
8. ↑  Un'altra versione dell'enigma è "Qual è quell'essere che ha una voce sola, che prima ha quattro, poi due e poi tre piedi?". Secondo altre fonti inoltre esisteva anche un secondo enigma: "Esistono due sorelle, delle quali l'una genera l'altra, e delle quali la seconda, a sua volta, è generata dalla prima?". Risposta: il giorno e la notte (in greco antico "giorno" è femminile, per cui giorno e notte possono essere due sorelle).
9. ↑  Benché questa sia certamente la più nota versione del mito, esistono numerose varianti, eccone alcune a titolo esemplificativo:

  - Edipo, dopo la scoperta sul suo passato, perde il titolo di re ma non viene esiliato: continua a vivere, cieco e pieno di odio, nel suo palazzo con la moglie-madre Giocasta, che non si è suicidata.
  - Edipo, dopo la morte di Giocasta, resta sul trono e muore parecchi anni dopo, durante una guerra contro i Mini.
  - Edipo viene accecato da Creonte, che si considera il vero sovrano di Tebe, e la verità sulle sue origini viene fuori dal racconto che Peribea fa del ritrovamento di Edipo bambino. In seguito alla scoperta, Giocasta si uccide.
  - Il matrimonio tra Edipo e Giocasta è senza figli, e questi ultimi erano nati da una precedente relazione di Edipo con Eurigania, figlia di Iperfante: non sono quindi figli incestuosi.
10. ↑  Anfiarao aveva il dono della preveggenza, di conseguenza aveva cercato di evitare di far parte della spedizione, prevedendone il disastro. Tuttavia, in precedenza, durante una feroce discussione con Adrasto, quando ormai i due avevano sfoderato le armi, Erifile (moglie di Adrasto e sorella di Anfiarao) si era frapposta fra i contendenti e li aveva riportati alla ragione, facendosi giurare solennemente che per ogni futuro diverbio si sarebbero appellati al suo giudizio. Spettava dunque a lei la decisione sulla partecipazione di Anfiarao alla spedizione. Tuttavia Polinice offrì a Erifile la collana della sua ava Armonia, regalo della dea Afrodite, che donava eterna giovinezza e bellezza a chiunque la indossasse, a patto che la donna decidesse per la partecipazione di Anfiarao. Così quest'ultimo fu costretto a partire.
11. ↑  È figlio di Creonte, da non confondersi con il già incontrato Meneceo padre di Creonte e Giocasta, di cui questo Meneceo era il nipote. Eschilo lo chiama Megareo.
12. ↑  Secondo altre fonti al posto di questo guerriero vi era Mechisteo.
13. ↑  Secondo altre fonti al posto di questo guerriero vi era Adrasto.
14. ↑  Creonte era infatti zio di Antigone, essendo fratello della madre Giocasta.
15. 1 2  Da non confondersi con il già incontrato Lico fratello di Nitteo, di cui questo Lico era un discendente, forse il figlio.
16. ↑  Un oracolo aveva affermato che gli Epigoni avrebbero vinto se avessero avuto a capo proprio Alcmeone.
17. 1 2  Secondo una versione del mito non seguita da Eschilo, questo eroe faceva parte dei Sette contro Tebe.
18. ↑  Secondo alcune fonti, a Troia Peneleo vendicò la morte di Tersandro uccidendo il figlio di Telefo, Euripilo; secondo altre fonti, invece, fu da questi ucciso.
19. ↑  Da notare che con l'ascesa al trono di Damasittone cambiò la famiglia regnante a Tebe: i sovrani non furono più discendenti di Edipo e Cadmo, ma di Peneleo. Tuttavia i primi ebbero modo di rifarsi, poiché i nipoti di Autesione, Euristene e Procle, furono coloro che diedero vita alle due case regnanti di Sparta.
20. ↑  Al momento del duello tra Melanto e Xanto apparve dietro Xanto una figura nera: Dioniso Melanego. Melanto, credendo che si trattasse di un guerriero chiamato da Xanto per dargli man forte, rimproverò il re tebano, accusandolo di aver violato i patti che prevedevano un duello. Xanto, che non sapeva nulla di questo guerriero, si girò per guardarlo; Melanto allora approfittò di questo momento di distrazione di Xanto per trafiggerlo con la lancia.

### Bibliografiche
1. ↑  Graves, p. 174.
2. ↑  Graves, p. 174; Grimal, p. 97.
3. 1 2  Graves, p. 175; Grimal, p. 97.
4. ↑  Graves, pp. 175-177; Grimal, pp. 97-98.
5. ↑  Graves, p. 178; Grimal, p. 98.
6. 1 2  Grimal, pp. 167-168.
7. ↑  Grimal, p. 498; Guidorizzi, pp. 189-190.
8. ↑  Graves, p. 178; Guidorizzi, pp. 189-190.
9. ↑  Pseudo-Apollodoro, Biblioteca, 3. 5. 5; Grimal, pp. 291, 450.
10. ↑  Kerényi, pp. 265-267.
11. ↑  Igino, Fabulae, 8; Grimal, pp. 46-47, 380.
12. ↑  Graves, pp. 233-234.
13. ↑  Graves, pp. 233-234; Kerényi, p. 309; Omero, Odissea, XIX, 517.
14. ↑   CHRYSIPPUS (Khrysippos) - Elean Prince of Greek Mythology, su www.theoi.com. URL consultato il 4 febbraio 2025.
15. ↑  Grimal, pp. 182, 358-359.
16. ↑  Grimal, p. 182.
17. 1 2 3  Graves, pp. 338-339; Grimal, pp. 182-183.
18. 1 2 3  Graves, p. 339; Grimal, pp. 142, 183-184, 564-565.
19. 1 2  Graves, pp. 340-341; Grimal, p. 184; Guidorizzi, pp. 159-160.
20. ↑  Graves, pp. 340-341; Grimal, p. 184; Guidorizzi, pp. 159-160, 183; Pausania, Periegesi della Grecia, 9.5.10-11; West, pp. 39-41.
21. ↑  Grimal, p. 185; Guidorizzi, pp. 164-165.
22. 1 2  Graves, pp. 344-346; West, pp. 6-7.
23. 1 2  West, p. 8.
24. 1 2  Grimal, pp. 51-52; Guidorizzi, p. 156.
25. 1 2  Graves, pp. 422-425.
26. ↑  Grimal, pp. 380-381; Guidorizzi, p. 182.
27. 1 2  West, pp. 9-10.
28. ↑  Grimal, pp. 402, 496, 599, 617; Pausania, Periegesi della Grecia, 9. 5. 16;  Descrittione della Grecia, di Pausania, su books.google.it. URL consultato il 4 febbraio 2025.